# Vallée de la Gresse
La vallée de la Gresse est une vallée alpine française située dans le sud de l'agglomération grenobloise, en Isère.
Vallée d'origine glaciaire, elle tient son nom du torrent de la Gresse qui la traverse depuis le sud en direction du nord. Placée dans un axe nord-sud, elle permet de faire le lien, notamment par l'autoroute A51, la départementale 1075 et la ligne des Alpes, entre Grenoble et le Sud-Isère jusqu'à Gap et Sisteron.

## Toponymie
La vallée possède la même étymologie que la rivière éponyme et la commune de Gresse-en-Vercors : Gresse signifie « le pays des pierres », altération du celte gravo ou grava qui désignait « un endroit où la pierre ou le rocher est abondant » ou dérivé des mots « Gressa » et « Gressano » qui signifieraient « un sol graveleux et caillouteux ».
La vallée de la Gresse est divisée en deux parties distinctes : la basse vallée (Vif, Le Genevrey) et la haute vallée (Saint-Barthélémy du Gua, Miribel-Lanchâtre).

## Géographie

### Situation et topographie

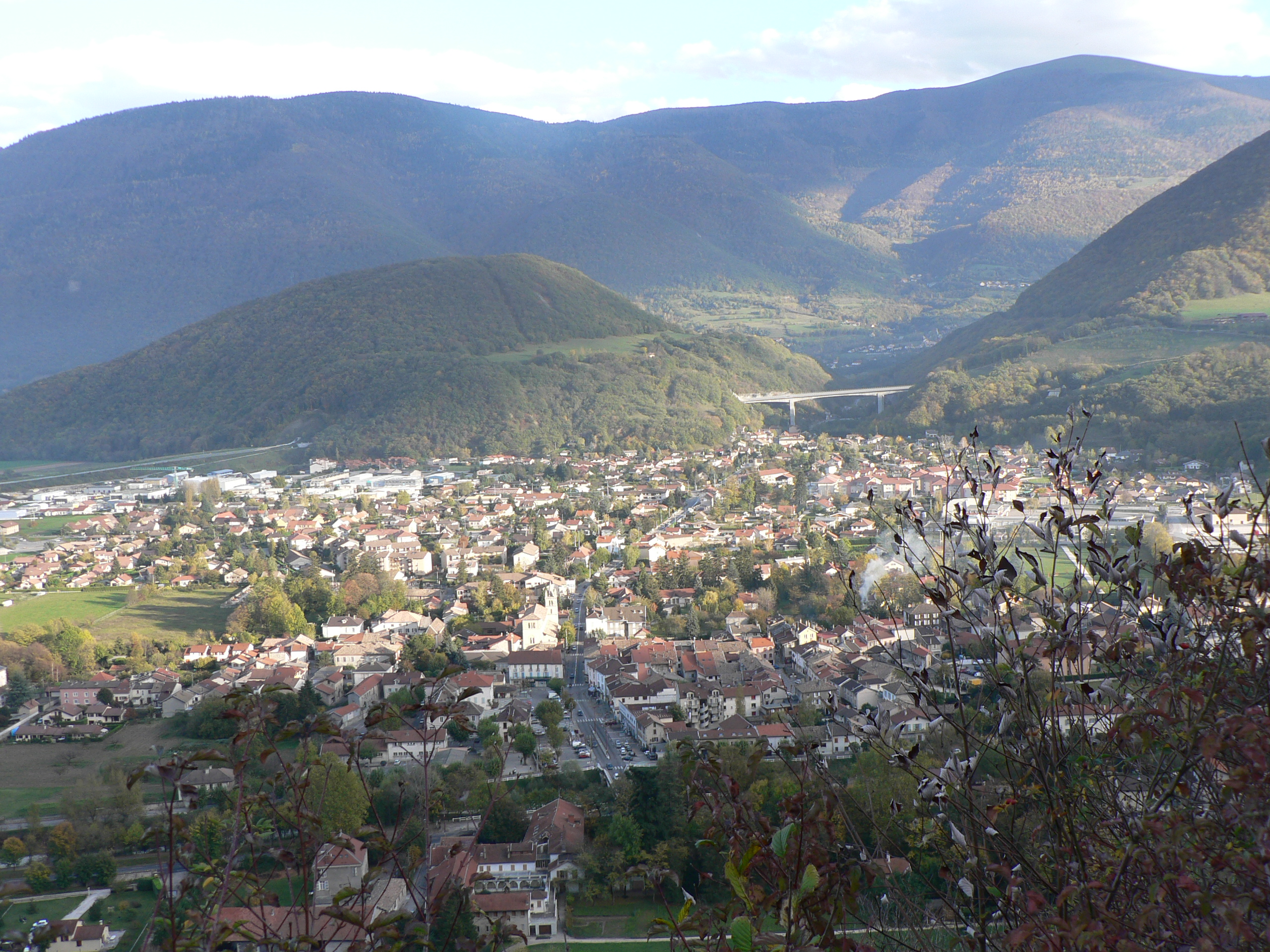
Extrémité nord de la vallée et Vif avec, dans l'est, la montagne du Petit Brion et le massif du Taillefer.

Située au sud du département de l'Isère, la vallée de la Gresse fait partie du massif du Vercors, et en forme l'une de ses délimitations nord-est.

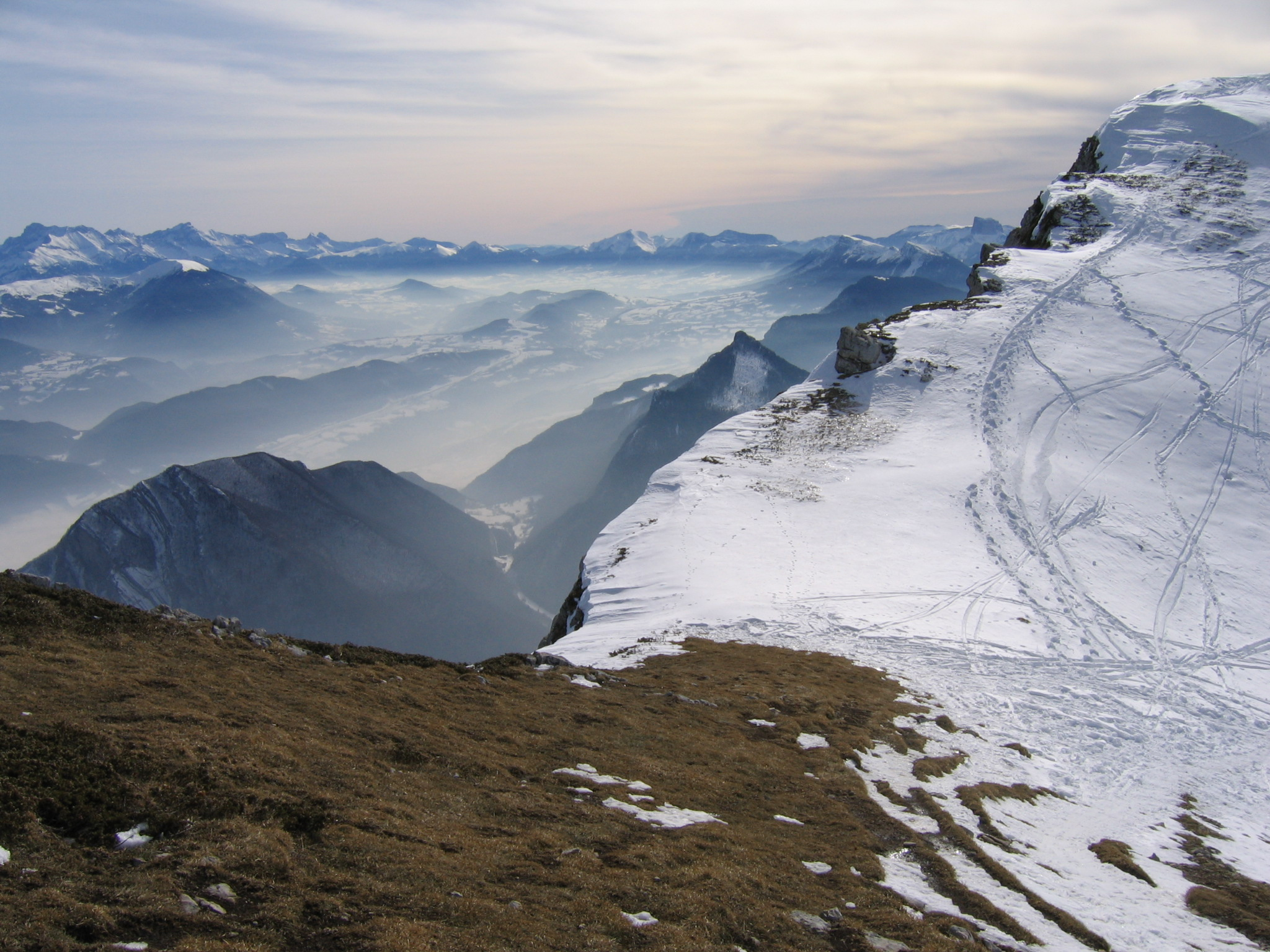
La vallée de la Gresse dans la brume, direction sud, depuis le pic Saint-Michel.

Longue d'environ 12 km, la vallée se trouve à une altitude variant entre 300 m (Vif) et 423 m (Miribel-Lanchâtre). À l'est, elle est cernée par un chaînon montagneux formé par les sommets du Petit Brion (537 m), Grand Brion (926 m), de la Rochette (938 m) et de la Lassière (923 m), qui la séparent de la vallée du Drac et du massif du Taillefer. À l'ouest, c'est une barre formée par la montagne d'Uriol (1 270 m), l'Éperrimont (1 441 m), les crêtes du Jonier et de la Ferrière (1 468 m) qui délimite la vallée et qui la sépare de la vallée du Lavanchon.
Au nord, la vallée de la Gresse débouche sur la plaine de Reymure, la commune de Varces-Allières-et-Risset et l'Y grenoblois. Son extrémité sud, quant à elle, ouvre sur Saint-Paul-lès-Monestier et la vallée du Fanjaret, qui elle-même est limitée par la région naturelle du Trièves.

### Hydrographie

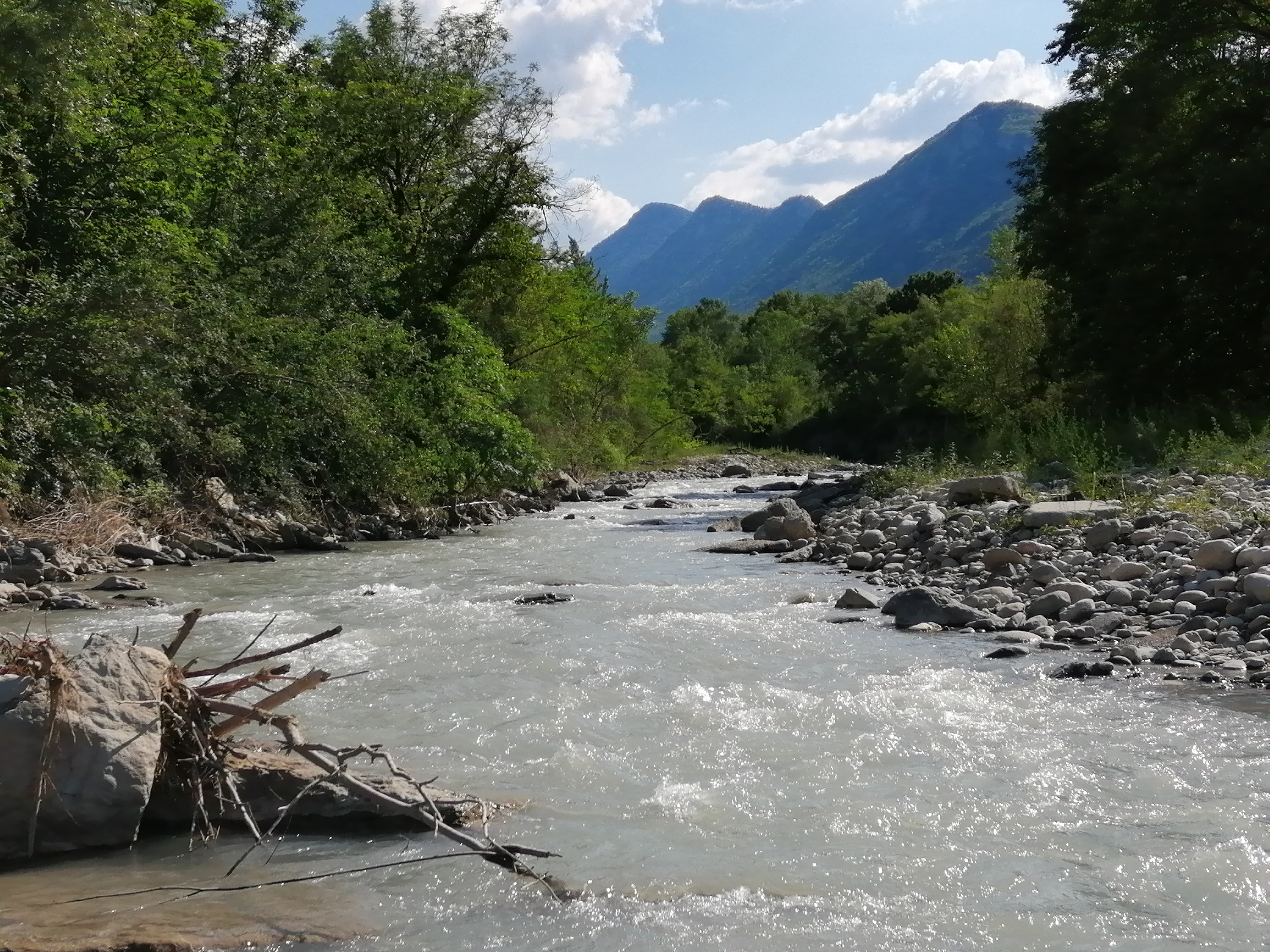
La Gresse à Vif.

La vallée de la Gresse tire son nom de la rivière éponyme qui la traverse : le torrent de la Gresse naît à Gresse-en-Vercors, au pied du Grand Veymont, et son cours est long d'environ 34,6 km. Elle rejoint Miribel-Lanchâtre en passant par Saint-Guillaume, délimitant la vallée au sud, et creuse ensuite les gorges du fond du vallon en direction du nord avant d'aller finalement confluer en rive gauche du Drac au bout de la plaine de Reymure.
Plusieurs rus et ruisseaux s'écoulent au sein de la vallée et se jettent dans la Gresse : c'est le cas des ruisseaux des Caves, du Champa, du Clos, du Bruant, de Jonier, du Verdant, de Cassoulet, des Ruinas et du Vernay à l'ouest, et des ruisseaux du Poyet, de la Merlière, des Cadorats, du Fanjaret, des Gilberts et de l'Ane à l'est,.

### Communes
La vallée est sous l'organisation du canton de Pont-de-Claix (partie nord) et du canton de Matheysine-Trièves (partie sud). Elle comprend les communes, hameaux et lieudits suivants :
- Vif :
  - Le Genevrey ;
- Le Gua :
  - Les Saillants du Gua,
  - Saint-Barthélémy du Gua,
  - La Pierre,
  - Bayanne ;
- Saint-Martin-de-la-Cluze :
  - Essart-Garin,
  - La Cognelle,
  - Les Brets ;
- Miribel-Lanchâtre.

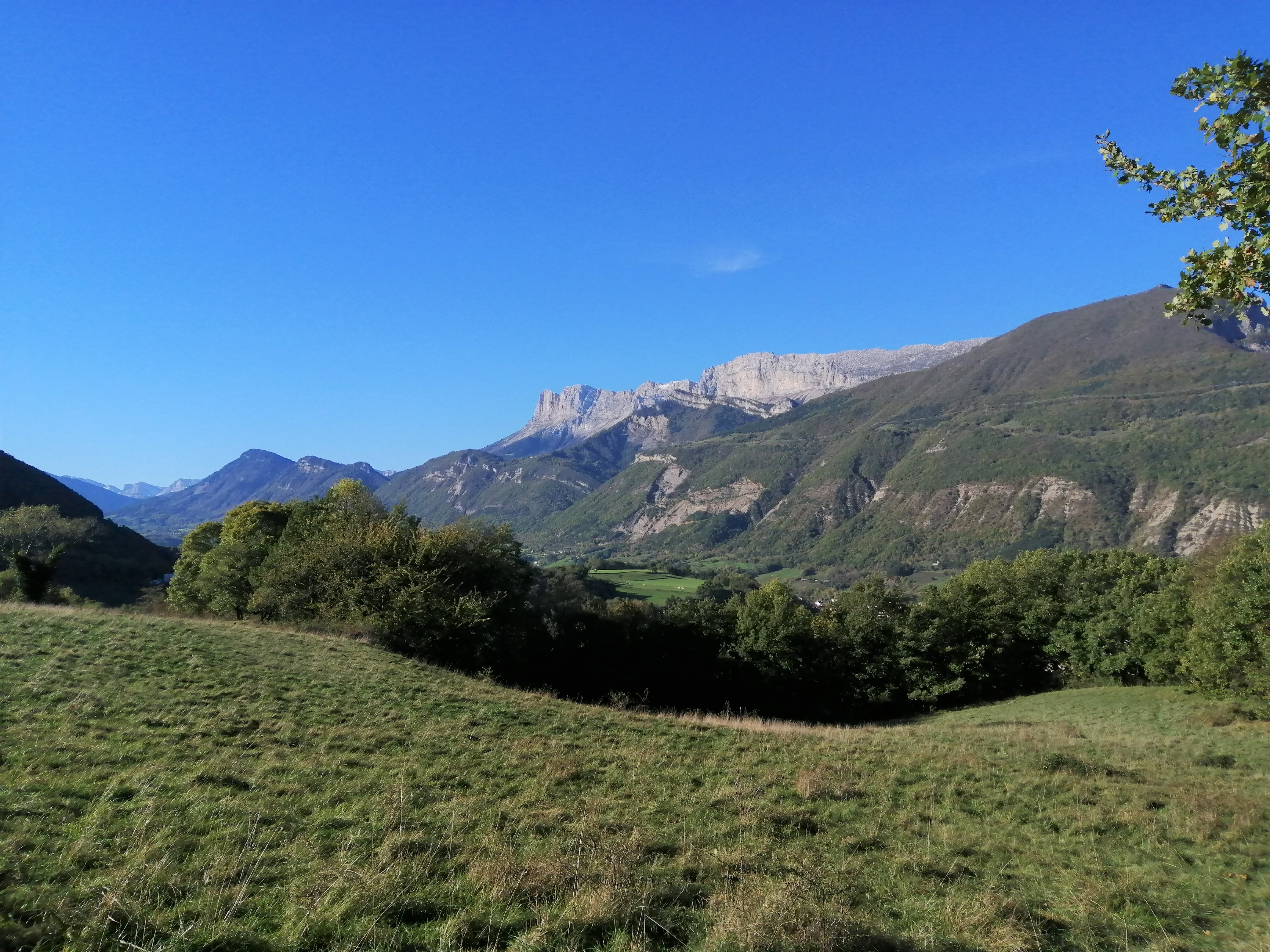
La vallée de la Gresse vers le sud depuis les flancs du Petit Brion.
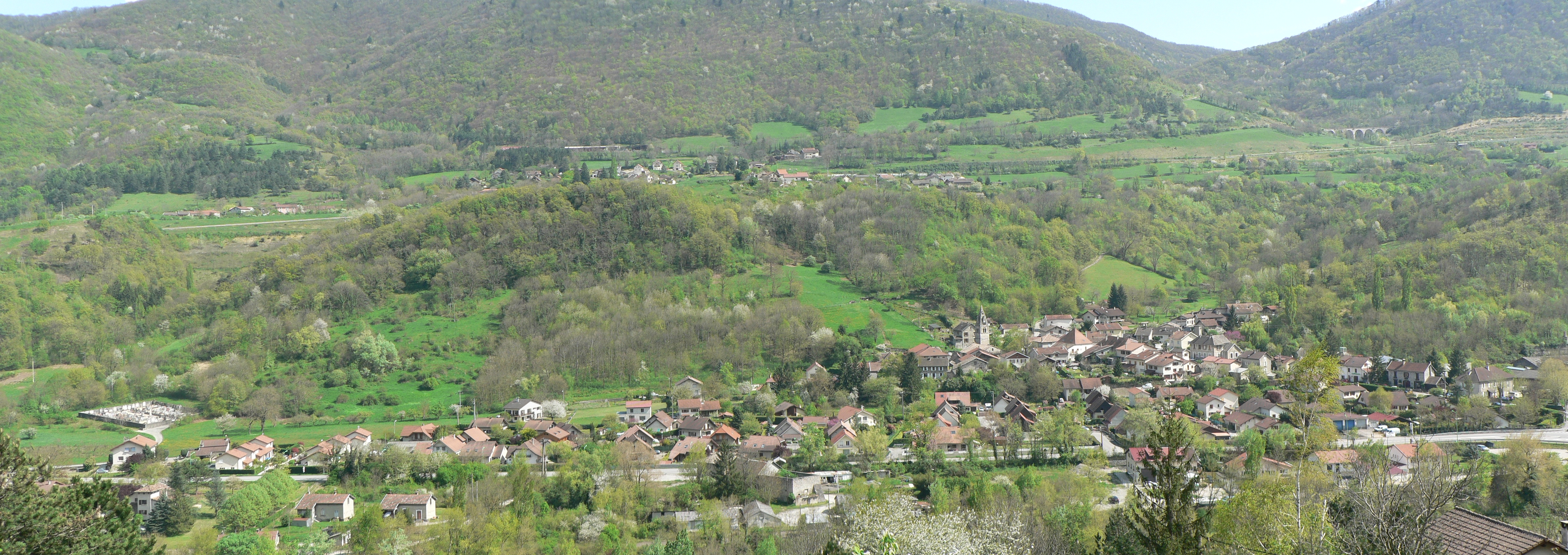
Le hameau du Genevray au cœur de la vallée.
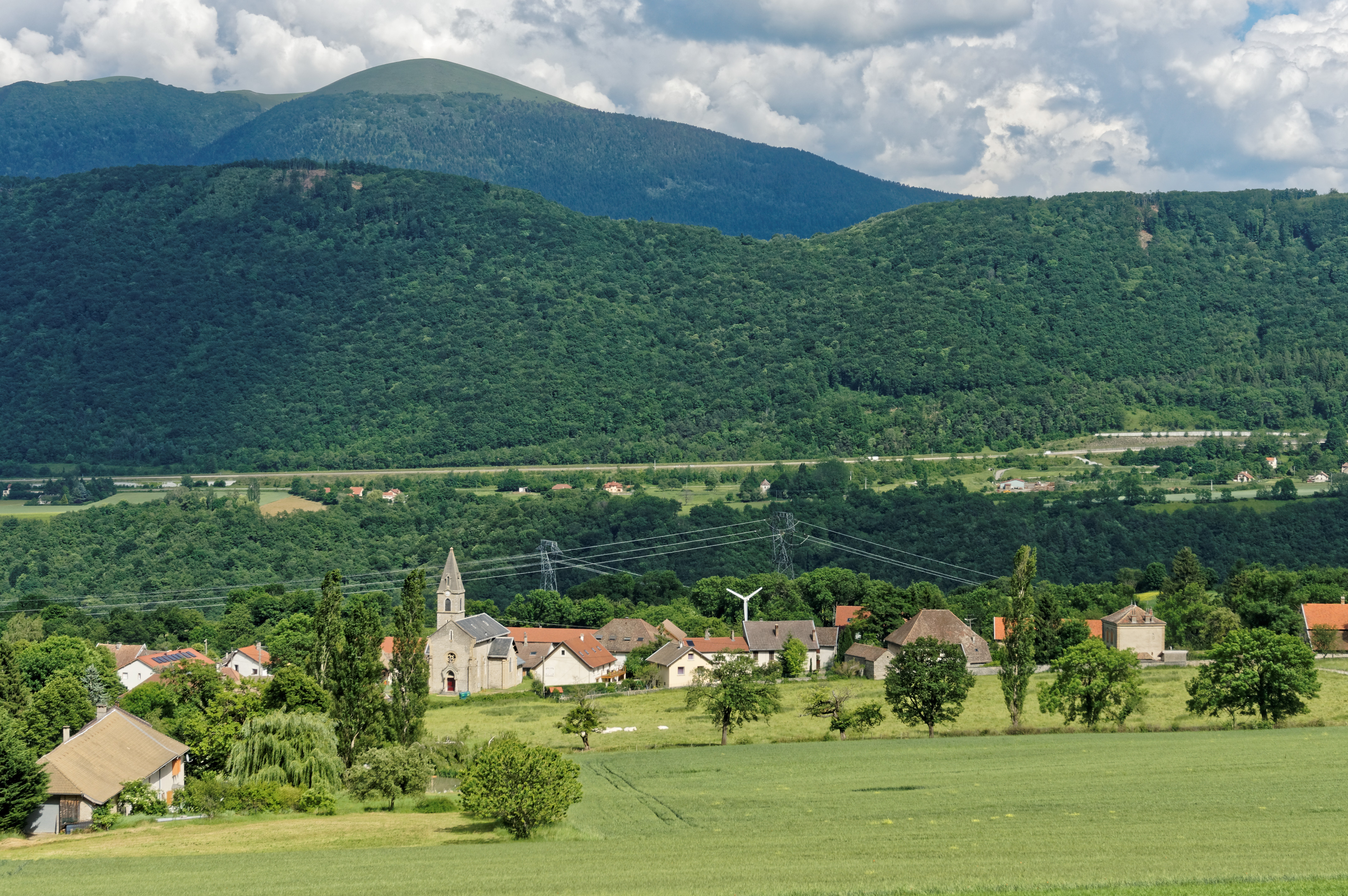
Le hameau de Saint-Barthélémy avec et la délimitation orientale de la vallée en arrière-plan.
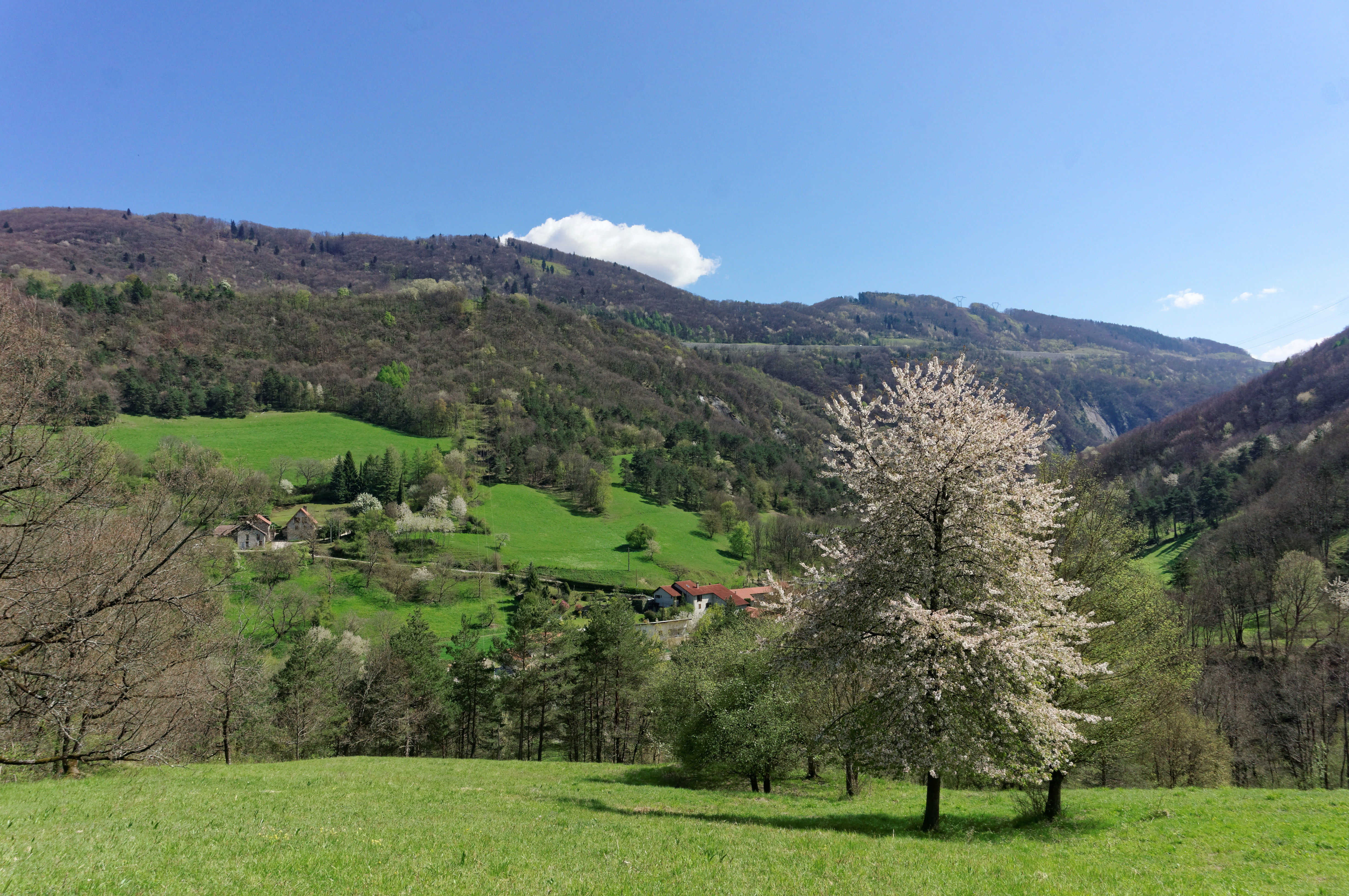
Le hameau d'Essart-Garin (Saint-Martin-de-la-Cluze) au cœur de la vallée.
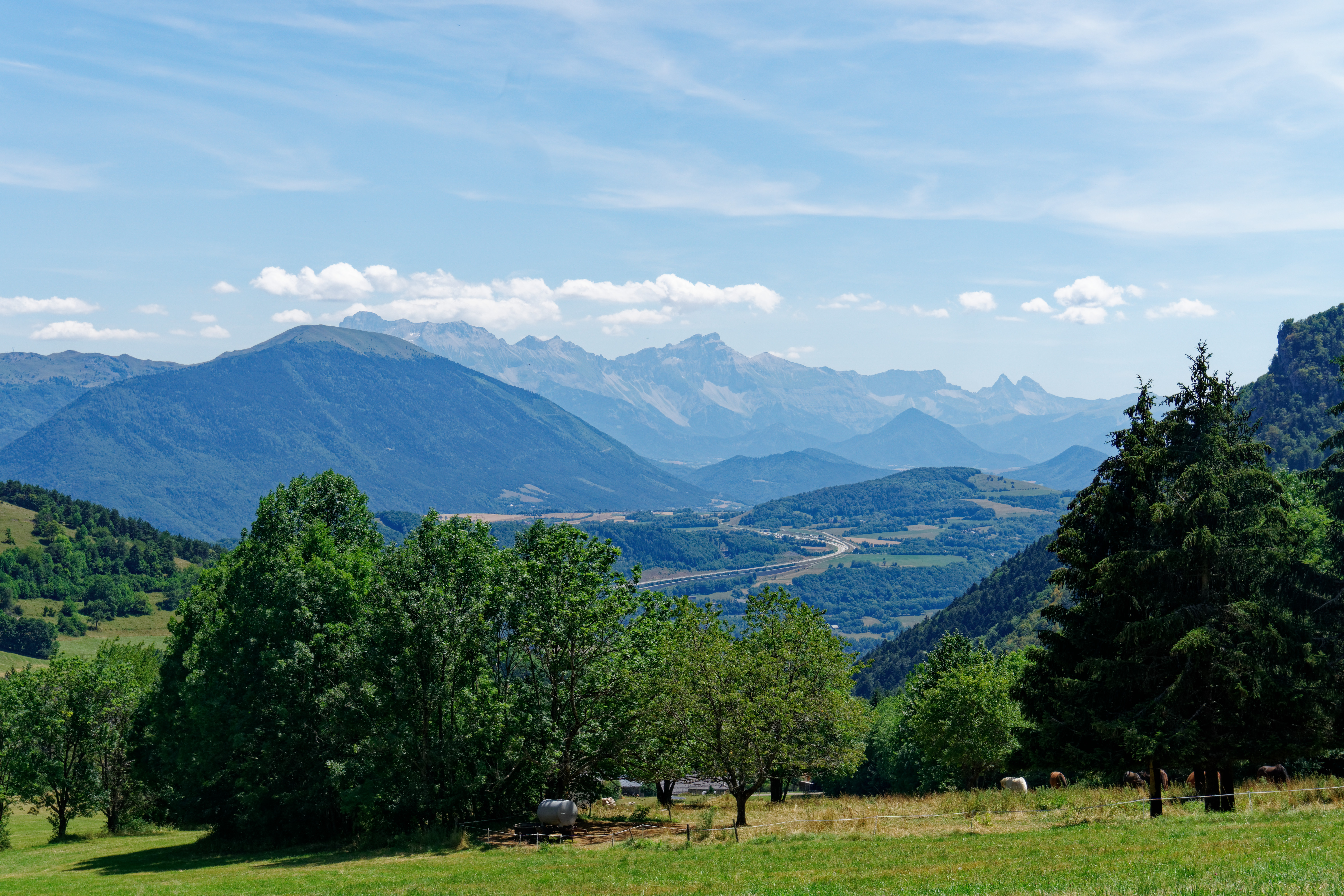
L'extrémité sud de la vallée depuis Prélenfrey, avec le tracé de l'autoroute A51.

### Accès
La vallée est accessible depuis le nord par la sortie n°12 du bras d'autoroute A51 (tronçon Grenoble - col du Fau), ainsi que par la route européenne 712 et l'ancienne route nationale 75 (actuelle départementale 1075).
Une partie de la ligne des Alpes passe aussi par la vallée, avec une gare à Vif, avant de continuer vers le sud en direction de Monestier-de-Clermont, en longeant les montagnes formant la délimitation orientale de la vallée.

### Géologie
La vallée de la Gresse et les montagnes avoisinantes ont été formées par les glaciers qui, lors de la dernière glaciation, étaient épais de 1 000 à 1 200 mètres.

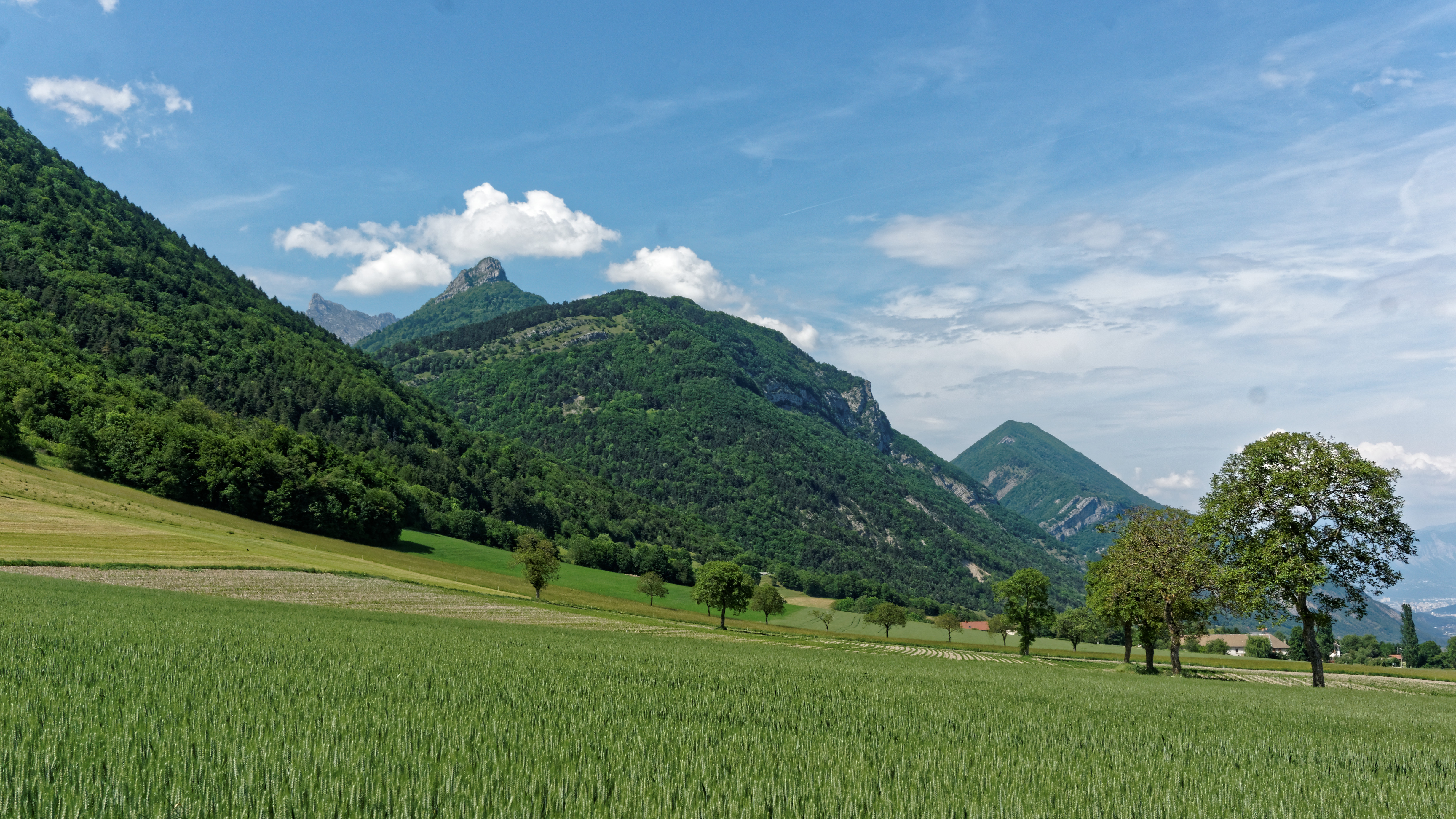
La délimitation occidentale de la vallée depuis le plateau de Saint-Barthélémy du Gua : vue sur l'Éperrimont et le Pieu.

La vallée est située dans la continuité du sillon alpin en tant que rebord subalpin ou « rebord du Vercors », constituant la limite entre le sillon et le massif subalpin occidentale (Vercors). Ce rebord est doublé, au niveau de la vallée de la Gresse, par une barre urgonienne à Varces et par une barre tithonique au sud de Vif formée par le rocher de l'Éperrimont chevauchant le Pieu. Deux failles, les failles de Brié et de Cornage, partent de ce crêt tithonique et forment un couloir à partir du nord de la vallée de la Gresse en direction de la faille du Pré de l'Arc et du socle cristallin situé au nord-est de Vizille,.
La délimitation occidentale de la vallée forme une étroite barre tithonique, tandis que celle orientale (Petit et Grand Brion) est composée de marnes-calcaires datant du Bajocien inférieur. Le centre de la vallée, à partir du Gua et jusqu'à Miribel-Lanchâtre au moins, est considéré comme une combe monoclinale ouverte dans les terres noires. Les plateaux du Crozet (à l'est) et de Champrond puis de Saint-Barthélémy (à l'ouest) sont des résidus des alluvions würmiennes, tandis que la plaine de Vif est issue d'alluvions fluviales plus récentes.

### Climat

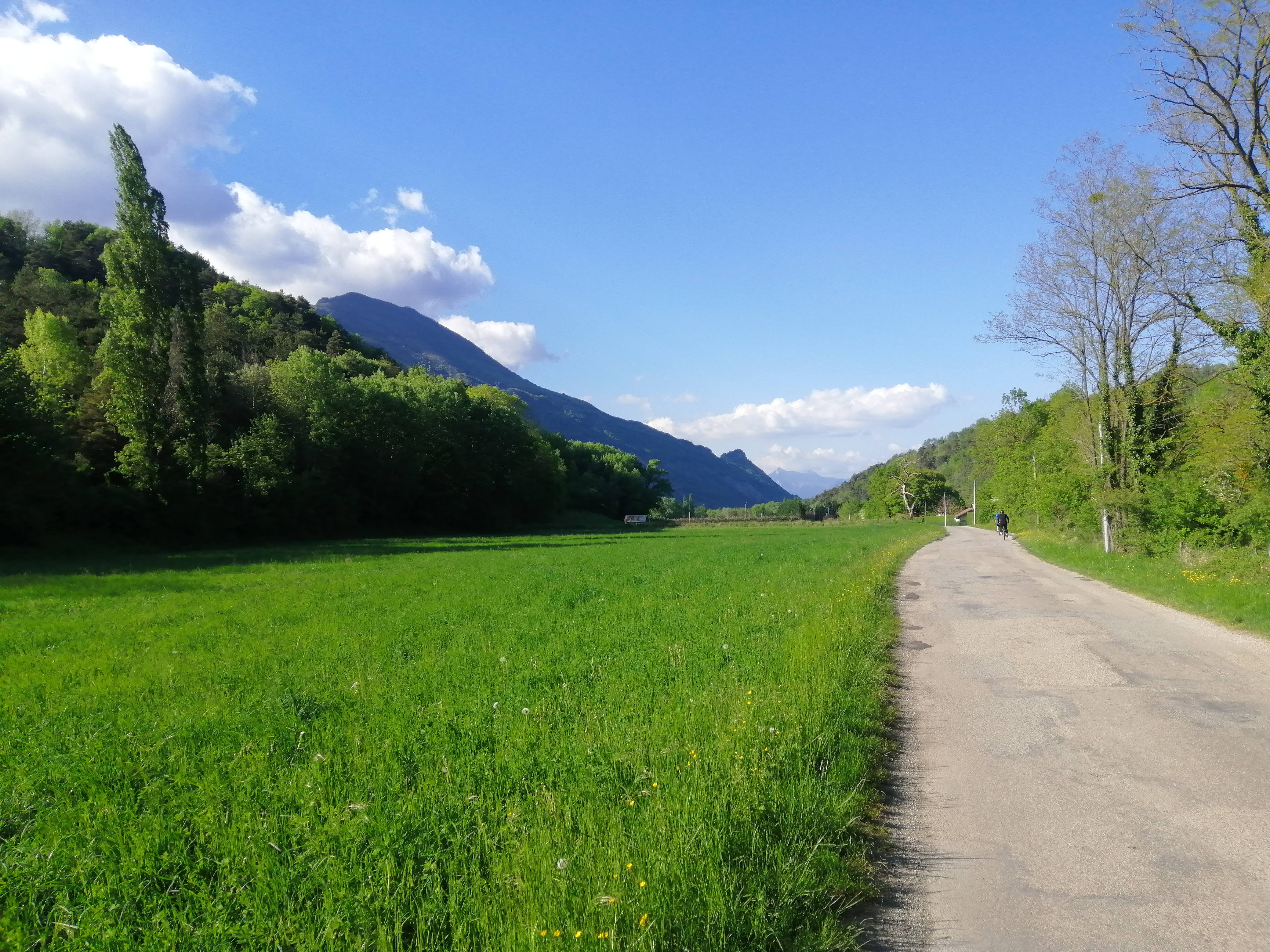
La route d'Essart-Garin au Gua. Au fond, la montagne d'Uriol.

Située entre le Trièves et le Y grenoblois, la vallée de la Gresse est essentiellement une zone de basse et de moyenne montagne entourée de massifs élevés, quelque peu abritée des flux d'ouest par le Vercors. Cette région à pluviosité plus réduite connaît un climat de transition entre les Alpes du Nord humides et les Alpes du Sud relativement sèches.

## Histoire

### Ère quaternaire
C'est au début de l'ère quaternaire, lors du refroidissement du climat, que commencent les grandes glaciations qui creusent les vallées de la Gresse, du Drac et du Grésivaudan. La fonte des glaces provoque l'apparition du lac périglaciaire du Grésivaudan, profond de 400 m et qui disparaîtra progressivement pour laisser place à la vallée telle qu'on la connaît.

### Préhistoire et protohistoire
Plusieurs traces de peuplades datant de l'époque préhistorique et protohistorique ont été retrouvées dans la vallée, surtout à son extrémité nord. Sur le rocher de Saint-Loup, tout d'abord, où des fouilles organisées par Hippolyte Müller en 1904 ont permis de découvrir l'existence d'un habitat Néolithique moyen (Ve millénaire av. J.-C.) semblable à ceux de la civilisation de Fiorano, avec des occupants agriculteurs ayant livrés cabane, silex, os, céramiques préhistoriques, marmites, écuelles, vases et poteries,.
Le second site de vestiges retrouvés est celui de Lachar, sur la commune de Varces, au niveau du débouché de la vallée sur la plaine de Reymure et sur le tracé de l'actuelle autoroute A51 : la présence fossilisée d'une occupation dans un paléosol enfoui a révélé plusieurs foyers, des aires de débitage de cristaux de roche (quartz de l'Oisans), le tout datant du Néolithique ancien.

### Antiquité

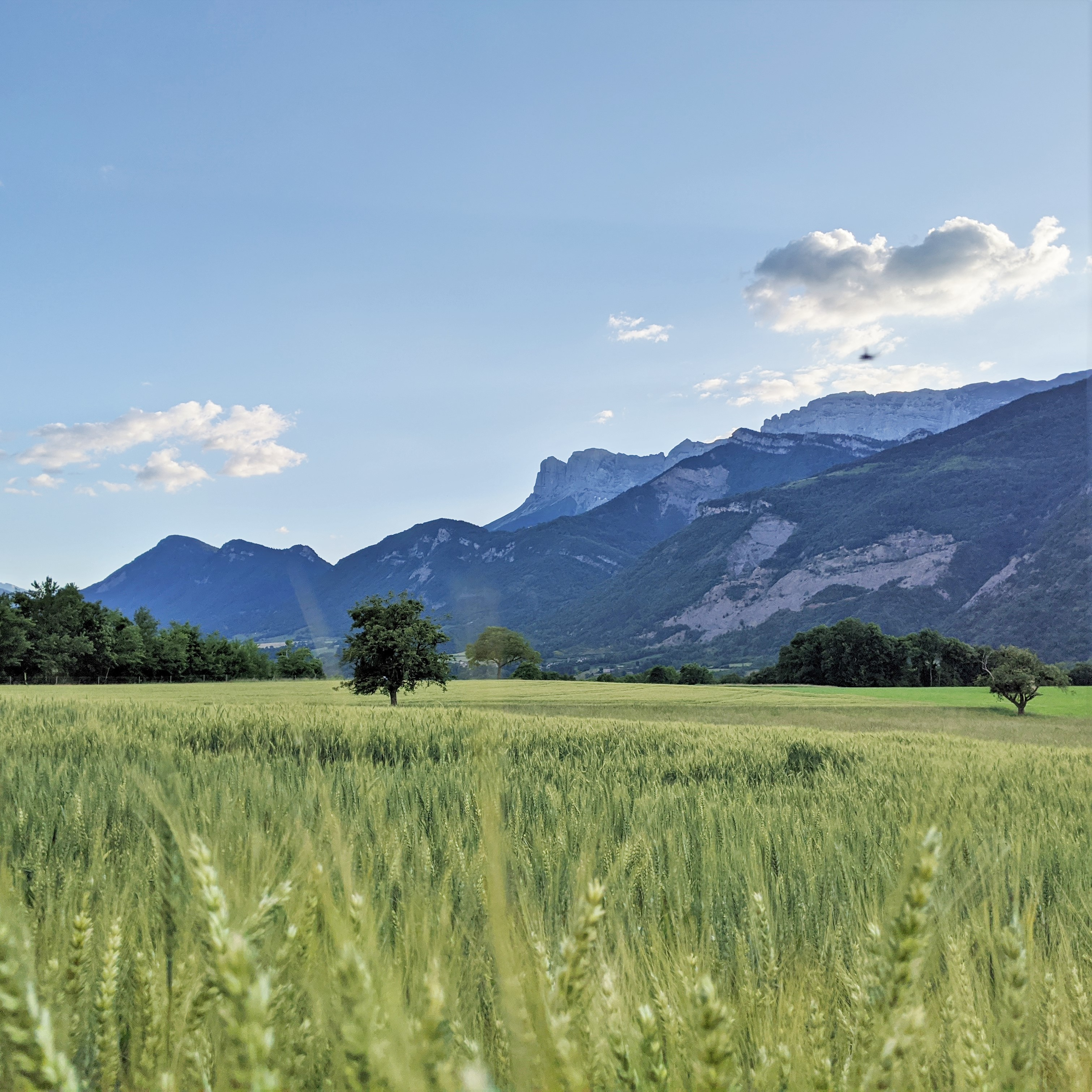
La vallée de la Gresse (direction sud) depuis le plateau du Crozet.

Une piste protohistorique traversant la vallée, attestée dès le IIIe siècle av. J.-C., est indiquée par Tite-Live, qui signale qu'elle reliait la future ville de Cularo au sud méditerranéen. Elle est aménagée après la conquête romaine et fait la liaison entre Cularo et Forum Julii.
Sur le tracé de cette voie romaine, au niveau de la limite actuelle entre Varces et Vif, s'établissait l'agglomération secondaire de Lachar qui servait de point de contrôle des voyageurs. Lachar servait de frontière entre les territoires Allobroges et Voconces. Après que Cularo eut été élevée au rang de civitas autour de 292, il semblerait que la frontière soit déplacée plus au sud de la vallée, au niveau de Miribel-Lanchâtre.
La voie romaine, après Lachar, continue dans un axe nord-sud le long des coteaux de la montagne d'Uriol. Un poste romain est par ailleurs attesté à la même époque sur l'oppidum du rocher de Saint-Loup.
Une présence gallo-romaine importante sur le territoire de la basse vallée de la Gresse est attestée grâce à l'inscription latine « aux Feux Eternels » (inscription CIL XII 1551), utilisée en réemploi sur le clocher de l'église Saint-Jean-Baptiste de Vif, qui marque le passage au IIIe siècle (entre 270 et 272) du préfet Iulius Placidianus. Cette inscription pourrait faire référence à la présence d'un temple romain sur l'emplacement de l'église ou bien à la Fontaine ardente, la découverte d'une inscription dédiée à Vulcain sur son site montrant que l'endroit était déjà connu à l'époque romaine.
La présence d'une population à Vif au VIe siècle est définitivement attestée grâce à deux inscriptions paléochrétiennes retrouvées en réemploi dans l'église,.

### Époque moderne
Les XVIIe et XVIIIe siècles voient arriver au sein de la vallée la construction et l'utilisation de nombreux moulins à eau : 22 étaient attestés sur la Gresse par la carte de Cassini, et au total 62 roues à aubes étaient réparties sur les treize villages bordant le torrent. Ces moulins servaient aux meuniers pour la fabrication de farine.

### Époque contemporaine

#### Viticulture et élevage

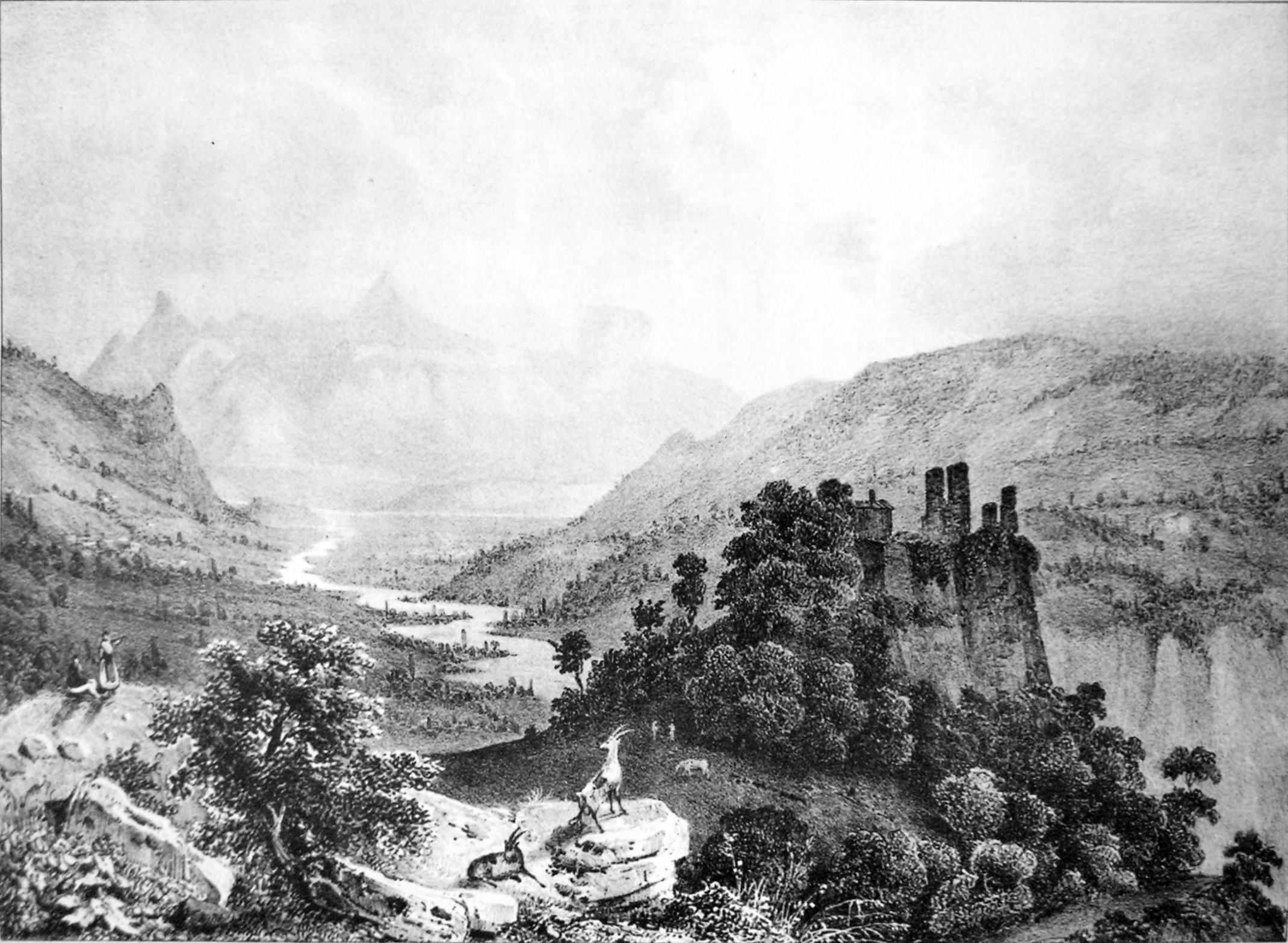
La vallée de la Gresse au XIXe siècle, illustrée par Victor Cassien.

La vigne est cultivée dans la vallée de la Gresse depuis l'époque romaine, les Romains ayant apportés avec eux le vin poissé. Des vignes sont citées dès le XIIe siècle dans des donations et actes. Les bénédictins du prieuré de Vif aussi produisent leur vin liturgique, et bientôt tous les paysans de la vallée produisent du vin : les vignes s'étendent alors de la plaine jusqu'aux coteaux d'Uriol.
La culture de la vigne connaît un développement considérable sous le Second Empire, et recouvre les collines de la vallée. À Vif, en 1860, il y a près de 245 hectares consacrés à la vigne, qui est cultivée sous quatre formes : la vigne en lignes, en hautain, la vigne treillage et la vigne basse. Le vin de la vallée se vend dans des régions d'Isère qui n'en produisent pas, notamment la Matheysine, l'Oisans et le Vercors. Parmi les cépages plantés dans la vallée, il y a : le chasselas blanc, le corbesse rouge, le gros étraire (ou bêtu), le gamay (ou gamian), le teinturier, le gros blanc, le gros rouge, le joubertin, le rivollat, le proverot, le robier, la sérène et le verdesse blanc.
L'élevage de bétail au XIXe siècle se concentre surtout dans la haute vallée, à Saint-Martin-de-la-Cluze et au Gua : y sont élevées vaches et moutons, vendues ensuite aux bouchers de la région. Avec l'adoption par le ministre de l'Agriculture de la nouvelle race de la villarde, des échanges se mettent en place entre les paysans de la vallée et le plateau du Vercors : les bovins sont amenés à Prélenfrey et au Gua par le col Vert. À Vif, de nombreux troupeaux de chèvres sont élevés, notamment pour la production de fromage et pour leur peau, vendue à l'industrie de la ganterie.

#### Industrie du ciment (XIXe—XXesiècles)
À l'origine, la vallée avait une activité principalement agricole, avec notamment l'exploitation viticole. Mais la « ruée vers l'or gris » prend de l'ampleur dans la vallée à partir des années 1850, au cours desquelles de nombreux industriels viennent s'implanter dans la région, dans le but de fabriquer du ciment à partir des roches de calcaire et d'argile que l'on peut trouver en grand nombre sur les coteaux de la montagne d'Uriol et, plus largement, du Vercors. La première société qui est fondée dans la vallée est celle de Joseph Vicat, en 1853, qui fait bâtir la toute première cimenterie au Genevray en 1857, permettant le début de la fabrication industrielle du ciment artificiel. Vicat compte parmi les noms d'industriels les plus célèbres de la vallée, avec Rostan et Berthelot, Calvat, Guingat, Moreau Pétrequin, Meurgey, Porteret, Dumoulin, Arnaud et Carrière, Ferrary et Mazet, Tivan,,…

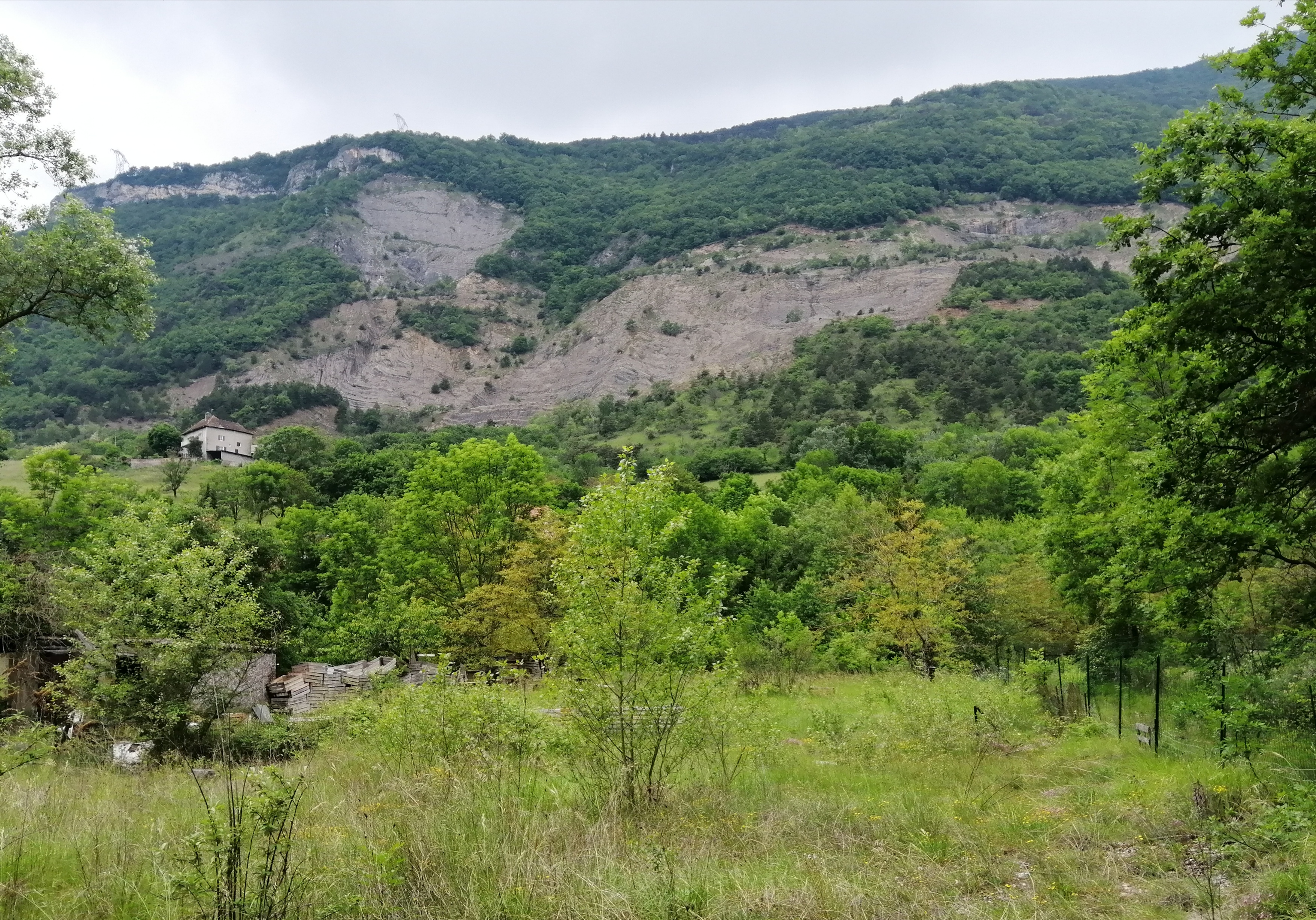
Les anciennes carrières de Champrond sur les coteaux est de la montagne d'Uriol.

Entre les années 1850 et 1860, quatre sites majeurs d'exploitation existent dans la vallée : la « Roche du Diable », près de Saint-Barthélémy ; Revolleyre au Gua ; Rif-Collet, le Champa et Champrond entre le Genevrey et les Saillants, puis les carrières d'Uriol, des Rochassons et des Bourguignons à Vif,. La montagne d'Uriol reste sans doute le site le plus exploité de la vallée, encore marqué aujourd'hui par les vestiges des carrières de Champrond et les fours à chaux au-dessus du domaine du Breuil. À Vif, des sorties de tunnels d'extraction se trouvaient aux lieudits du Breuil et de La Grange. Ainsi, de nombreux dépôts de ciments sont construits près de ces lieux d'extraction, notamment aux Garcins ou à La Grange, toujours à Vif.
Les avantages qu'offre la vallée aux industriels sont multiples : des carrières à flanc de montagne, le combustible servant à la cuisson du mélange disponible en grande quantité sur le plateau Matheysin (avec les houillères du Dauphiné autour de La Mure) et la présence de nombreux cours d'eau servant au bon fonctionnement des moulins hydrauliques. La concurrence entre les différentes entreprises installées dans la vallée entraîne ainsi des conflits incessants où l'on se bat pour utiliser les eaux des rivières et ruisseaux, ou bien pour avoir la mainmise sur les sites d'extractions. Cela amène à la construction d'infrastructures (moulins, canaux),, ainsi qu'à des incidents, et notamment des inondations d'installations par la Gresse.
Dernier point d'orgue du développement massif de l'exportation du ciment de la vallée, l'ouverture de la gare de Vif le 11 décembre 1873 : construite dans la gorge de la Rivoire, la gare permet alors le transport de ciment en très grande quantité jusqu'à Grenoble via le train. Aussi, le projet de construction de cette gare par la Compagnie des chemins de fer de Paris à Lyon et à la Méditerranée (PLM) en 1869 est tout de suite approuvée par de nombreux cimentiers qui y voient là un grand avantage,. L'inauguration de la ligne des Alpes entraîne l'édification des viaducs du Crozet et de la Merlière, sur les coteaux orientaux de la vallée.

#### Développement urbain (XXe–XXIesiècles)

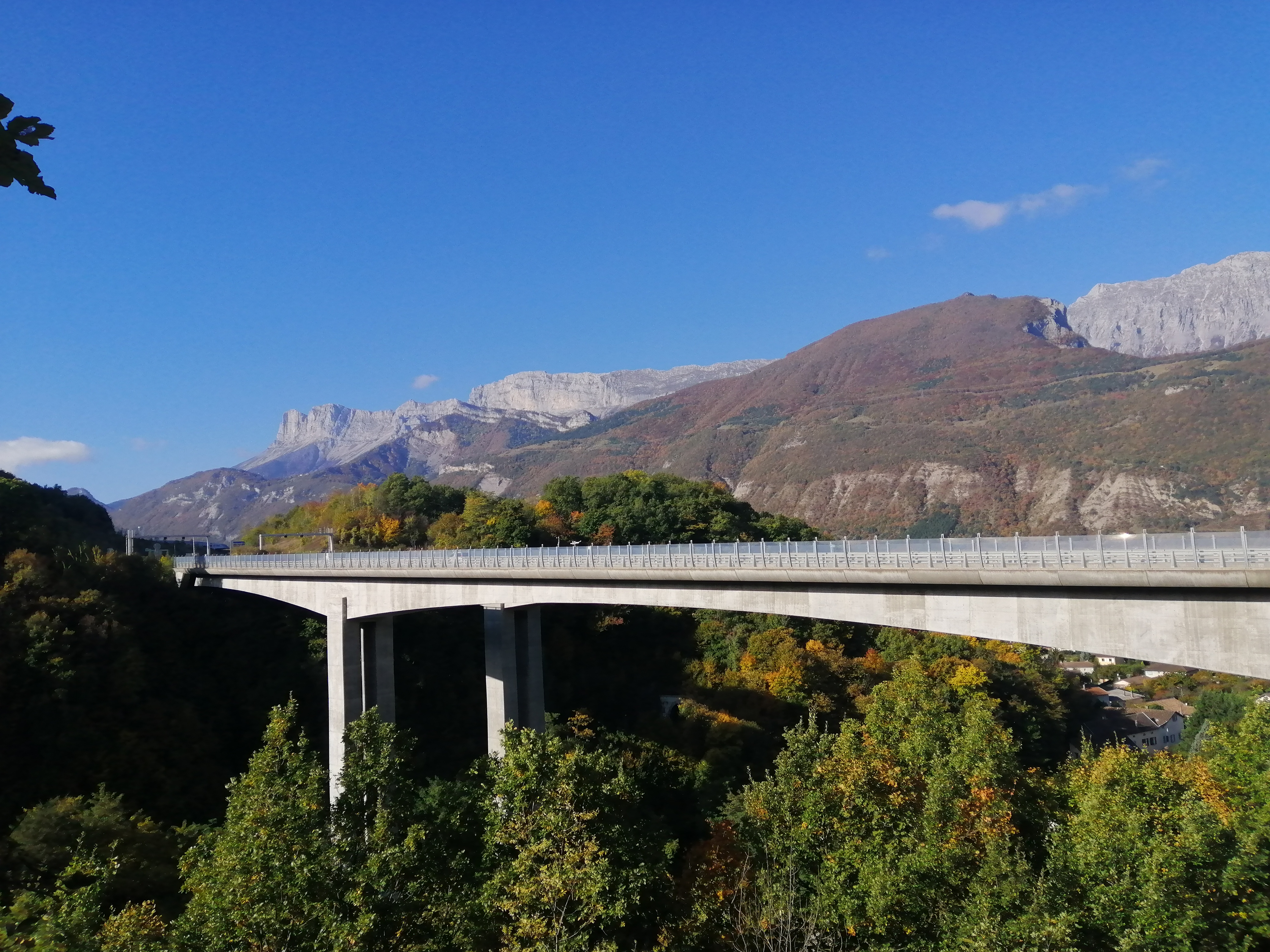
Le viaduc de la Rivoire permettant à l'autoroute A51 d'enjamber la gorge du même nom. En arrière-plan, le Vercors formant la délimitation occidentale de la vallée.

L'extension de l'autoroute A51 à la fin des années 1990 entraîne de profondes modifications dans la vallée, quelles soient urbaines ou paysagères : la section reliant Claix et l'agglomération grenobloise à Saint-Martin-de-la-Cluze en passant par Vif est inaugurée en 1999, en parallèle de la départementale 1075, et voit sortir de terres plusieurs ouvrages d'arts : viaduc de la Rivoire, viaducs du Crozet, et le viaduc de Monestier aux portes du Trièves.
L'ouverture de cette autoroute rend accessible la vallée de la Gresse à Grenoble en moins de vingt minutes, mais pose la question de couloir axal que joue le vallon : la partie basse de la vallée (Varces, Vif, Le Gua) connaît dès le début des années 2000 une importante et rapide croissance citadine, tandis que la partie haute garde encore une identité forestière et agraire forte. La vallée de la Gresse joue un rôle de transition entre un environnement résidentiel et un environnement naturel protégé (Trièves), et pose des questions quant à l'évolution de l'aménagement de son territoire, au même titre que la cluse de Voreppe.

## Activités

### Sport et associations
- Le Football Club Vallée de la Gresse (FCVG), qui réunit les communes du Gua, de Vif et de Varces[31].
- L'association Vallée de la Gresse en Transition, qui a pour but de sensibiliser les gens à propos de la transition écologique et d'accélérer son processus au sein de la vallée (avec le partenariat d'autres associations et des communes de Varces, Vif et du Gua)[32],[33].
- L'association Club alpin français — Vallée de la Gresse, concentrée sur le Sud grenoblois, qui organise des initiations et sorties consacrées aux sports de montagne (randonnée, ski, alpinisme, VTT, escalade…)[34].
- L'AAPPMA La Gaule de la Vallée de la Gresse, qui gère le droit de pêche et participe à la protection des milieux aquatiques de la région[35],[36].
- La vallée aussi donne son nom à l'association des Amis de la Vallée de la Gresse et ses environs (AVG), fondée en 1977 et se donnant pour tâche de préserver la mémoire et le patrimoine des communes du canton de Pont-de-Claix, ainsi que de faire connaître l'histoire de la vallée[37].

### Protection environnementale

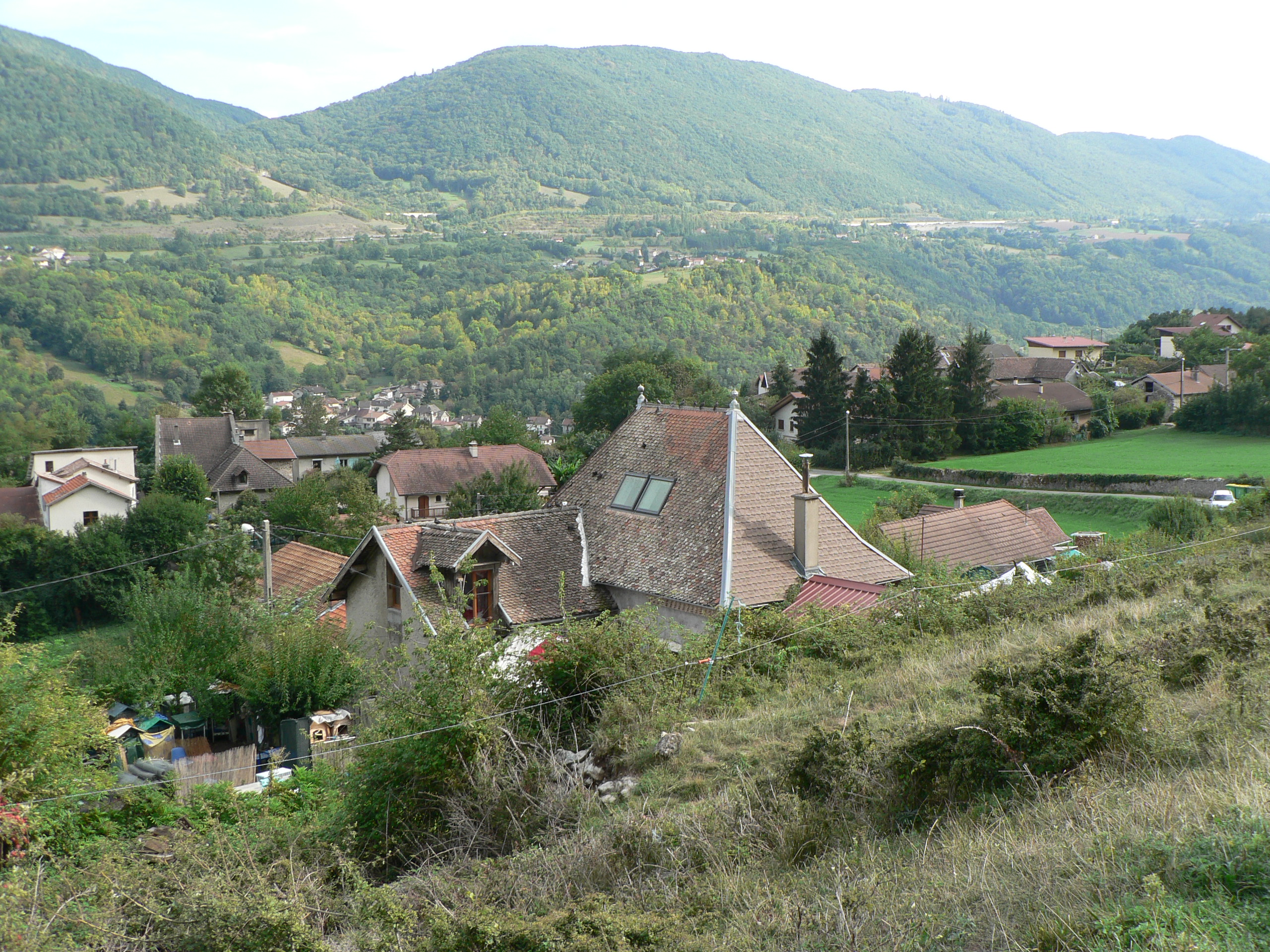
Vue sur la vallée de la Gresse depuis Le Tichodrome.

La vallée de la Gresse est en partie reconnue pour sa richesse environnementale : la montagne d'Uriol est classée zone naturelle d'intérêt écologique, faunistique et floristique (ZNIEFF) de type 1, abritant plusieurs espèces animales et botaniques jugées intéressantes comme l'Engoulevent d'Europe, le Hibou grand-duc, l'Orchis pâle, l'Asaret d'Europe ou encore la fraxinelle.
Plusieurs communes de la vallée font aussi partie du parc naturel régional du Vercors : c'est le cas du Gua et de Miribel-Lanchâtre.
Les anciennes carrières d'extraction de Champrond liées à l'industrie du ciment, accueillent aujourd'hui un centre de sauvegarde de la faune sauvage : le Tichodrome.

### Randonnée
Plusieurs randonnées et circuits pédestres existent au sein de la vallée, notamment des sentiers sur les contreforts d'Uriol, de l'Éperrimont, du Petit Brion, du Grand Brion, et sur les plateaux du Crozet, de la Giradière et de Saint-Barthélémy. Des boucles et itinéraires pédestres sont possibles depuis Miribel-Lanchâtre, Le Gua et Vif, et permettent entre autres de rejoindre le hameau de Prélenfrey, Saint-Martin-de-la-Cluze, la Fontaine ardente ou encore le pas de l'Échaillon et le col de l'Arzelier.

## Culture et patrimoine

### Lieux et monuments
La vallée est riche d'un patrimoine culturel notable. Plusieurs lieux d'intérêt protégés, certains au titre des Monuments Historiques, s'y trouvent, notamment : la Fontaine ardente du Gua, considérée comme l'une des sept merveilles du Dauphiné; le musée Champollion ( Inscrit MH (1994)), situé dans l'ancienne propriété familiale de Jacques-Joseph Champollion où son frère Jean-François fit plusieurs séjours ; l'église Saint-Jean-Baptiste de Vif ( Classé MH (2011)), dernier vestige d'un prieuré bénédictin implanté à Vif dès le XIe siècle ; et enfin l'église Sainte-Marie du Genevrey ( Classé MH (1908)), sanctuaire marial considéré comme l'une des églises médiévales la plus ancienne et la mieux conservée de la région grenobloise.
Le petit patrimoine est aussi abondant dans la vallée : patrimoine religieux avec les églises Saint-François-de-Salles, Saint-Barthélémy du Gua et Sainte-Marguerite de Miribel-Lanchâtre, ainsi que plusieurs chapelles, croix (croix du Genevrey) et anciens sites religieux (couvent des Ursulines).
Le patrimoine historique est représenté par les ruines de plusieurs châteaux : le château du Grouin (Gua), qui possède l'un des donjons médiévaux les mieux conservés du sud-Isère ; le château fort du Gua, dont on peut encore deviner l'emplacement de la tour, des remparts et d'une poterne ; le château delphinal de Miribel, dont il subsiste une tour ; le château Saint-Giraud de Varces, dont la ruine du donjon se tient encore sur une des crêtes de la montagne d'Uriol. À cela s'ajoute plusieurs maisons fortes, notamment la maison forte du Molard et le manoir de la Ferrière quasiment inchangé (Gua).
Le patrimoine industriel comporte de nombreux vestiges d'archéologie industrielle liés à l'exploitation du ciment artificiel dans la vallée (fours à chaux, fours biberons de la cimenterie du Genevrey, carrières et autres structures).
Le patrimoine ferroviaire et routier présente plusieurs ouvrages sur le tracé de la ligne des Alpes et de l'autoroute A51 : viaduc ferroviaire du Crozet, viaduc de la Merlière, tunnel du Grand Brion, viaducs autoroutiers du Crozet, viaduc de La Rivoire…

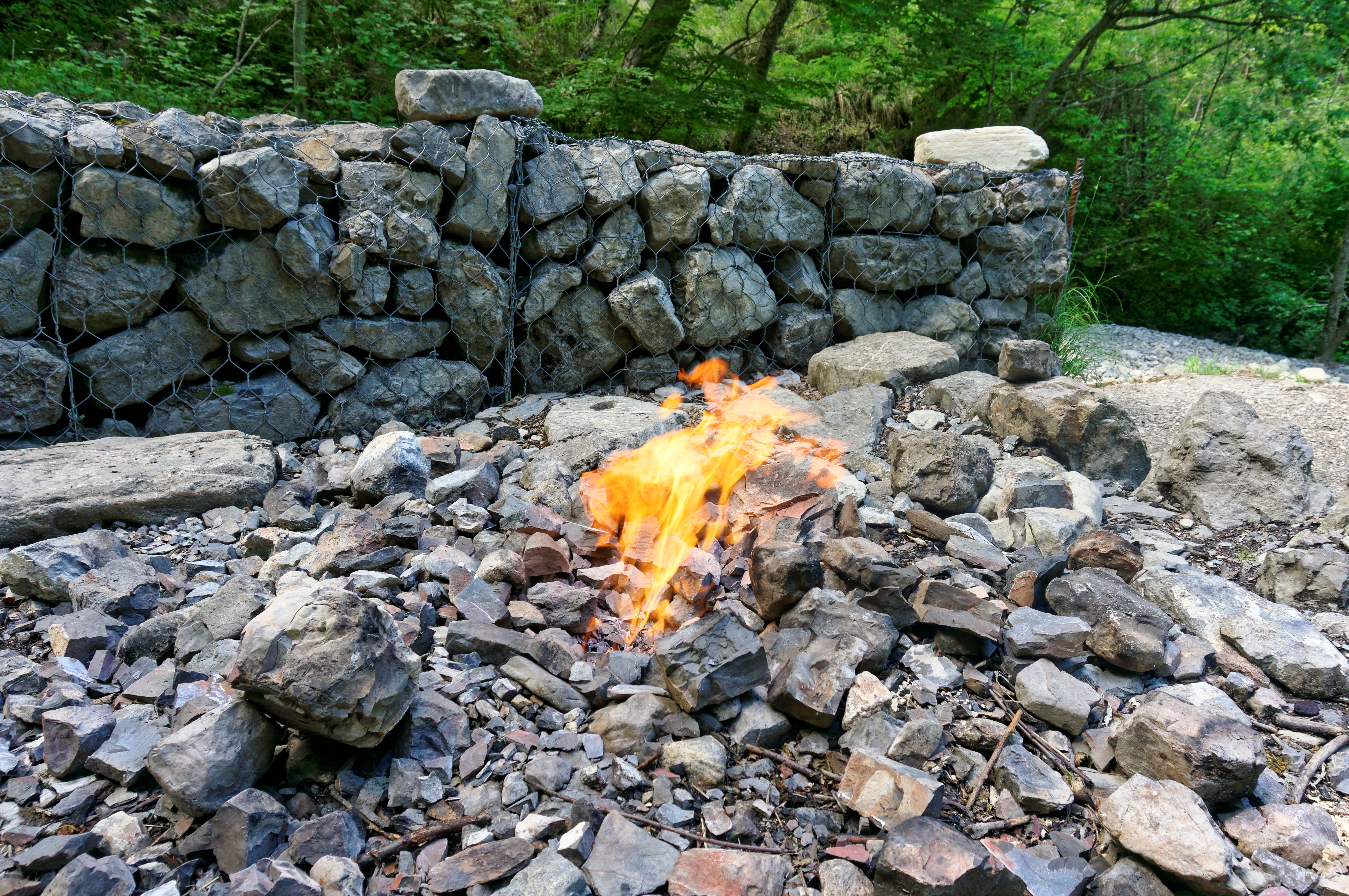
La Fontaine Ardente du Gua.
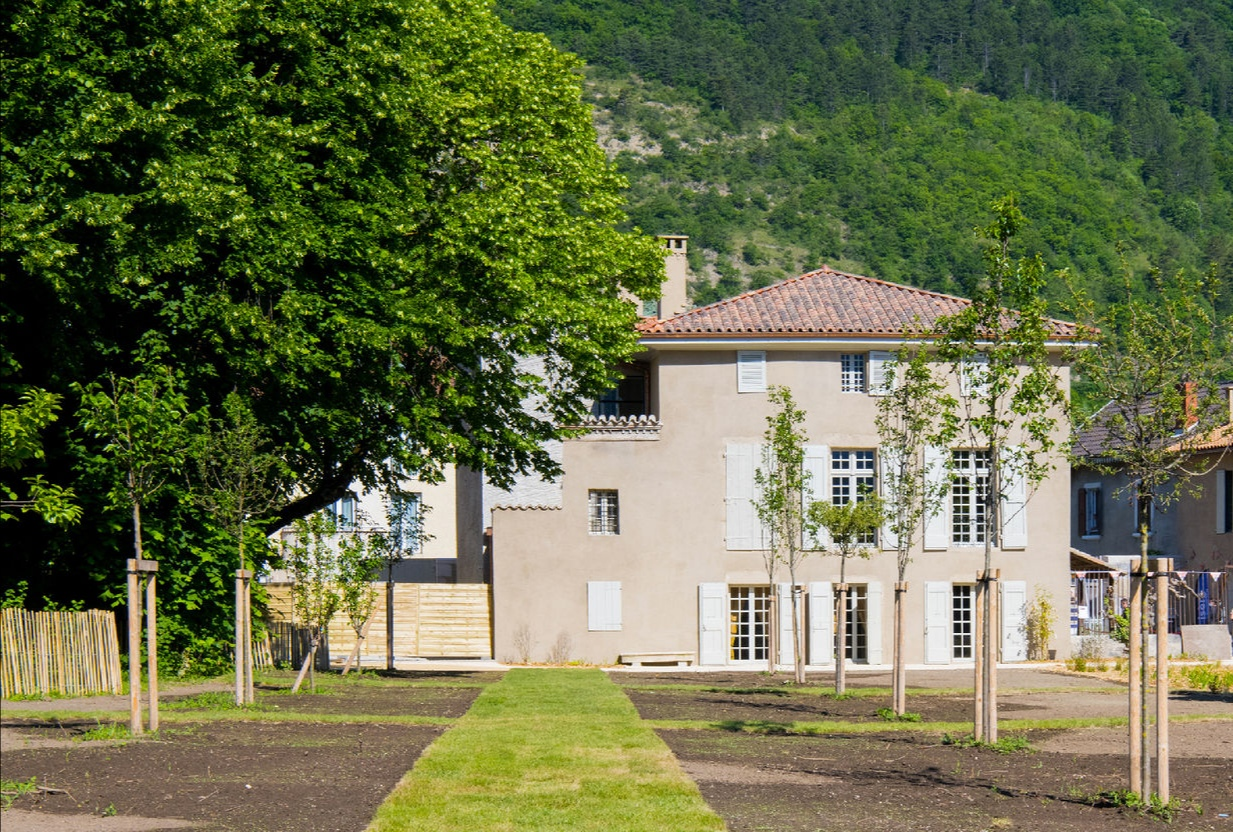
Le musée Champollion de Vif.
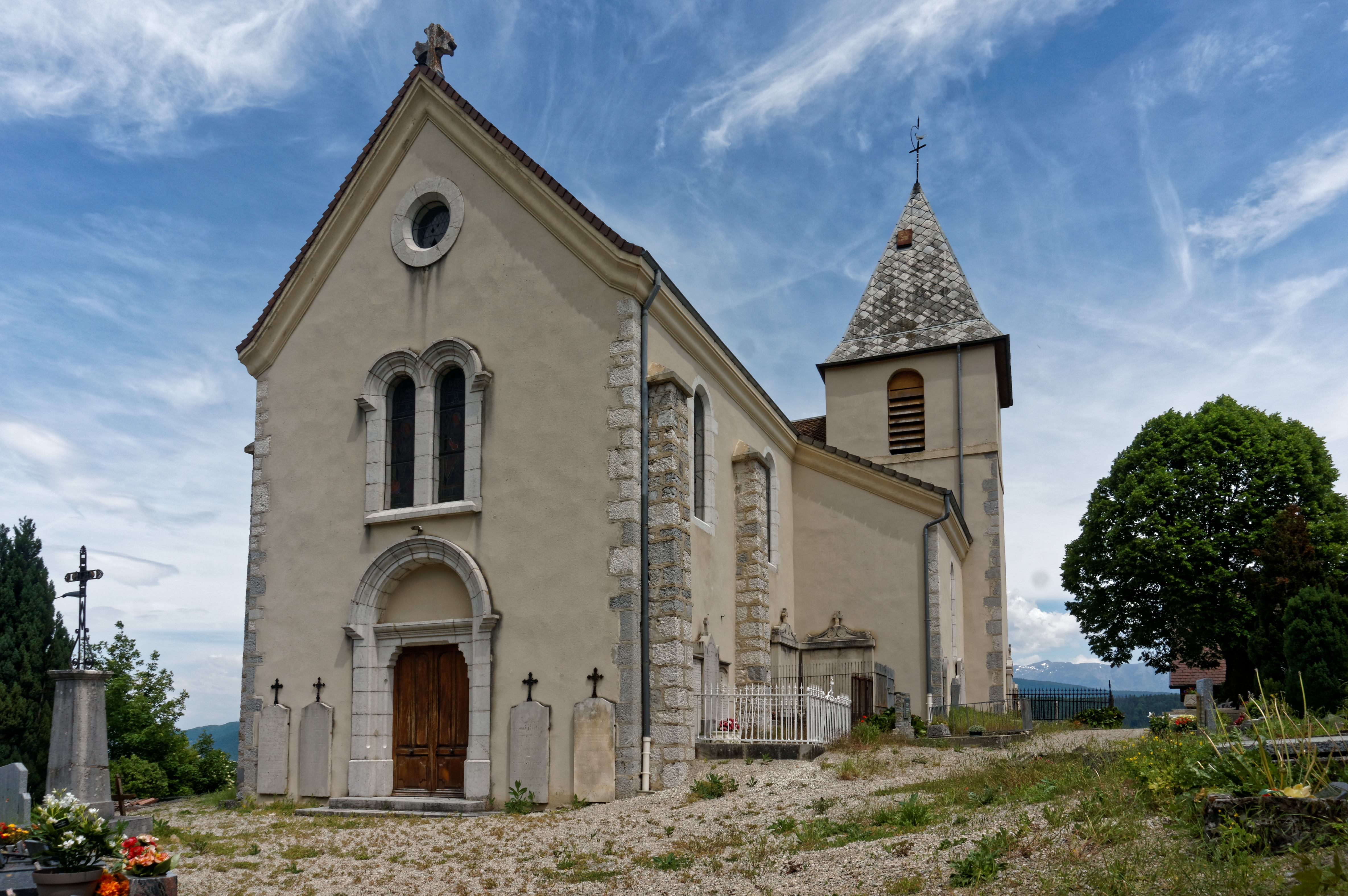
L'église de Miribel-Lanchâtre.
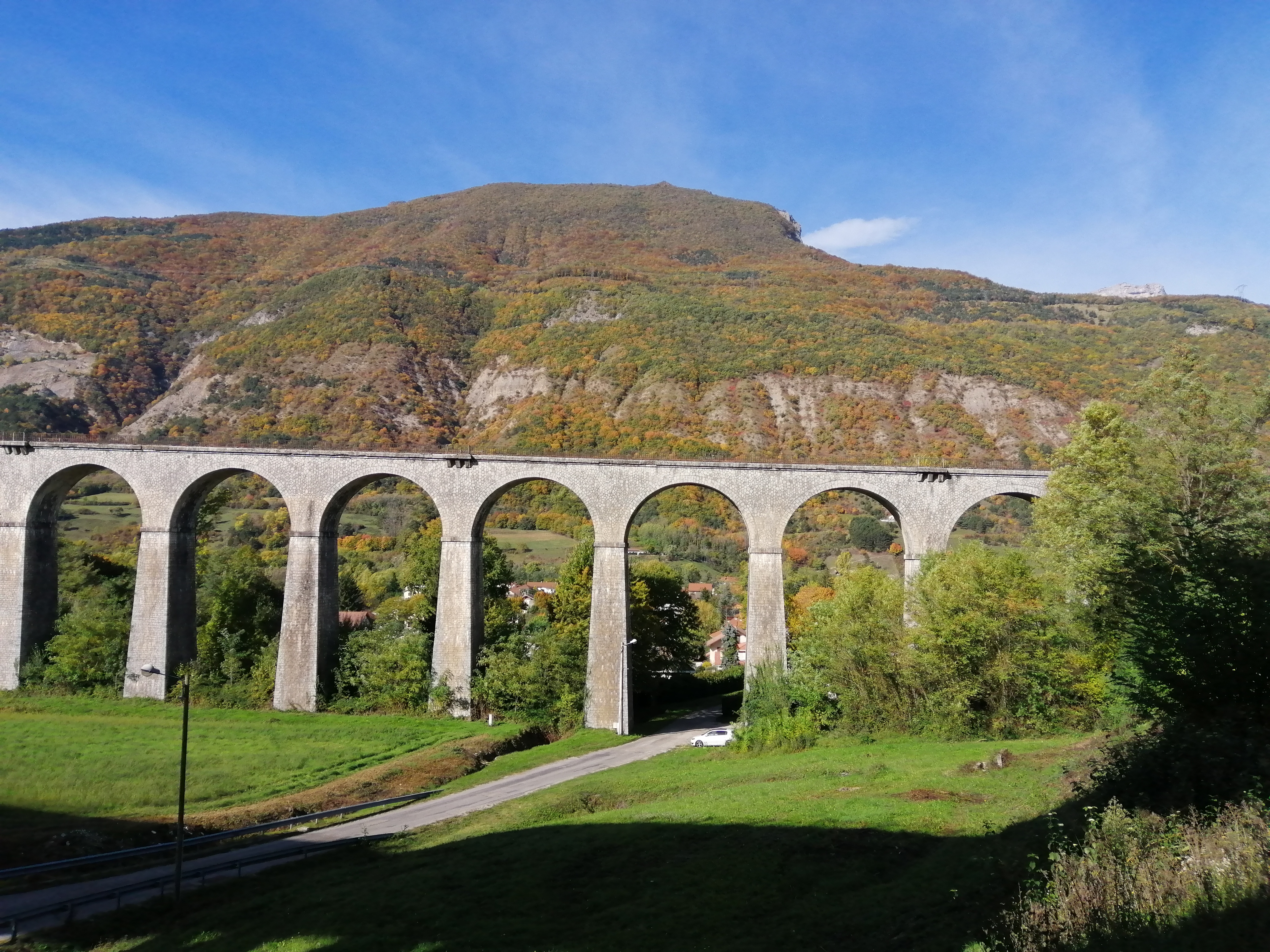
Le viaduc ferroviaire du Crozet et la montagne d'Uriol.
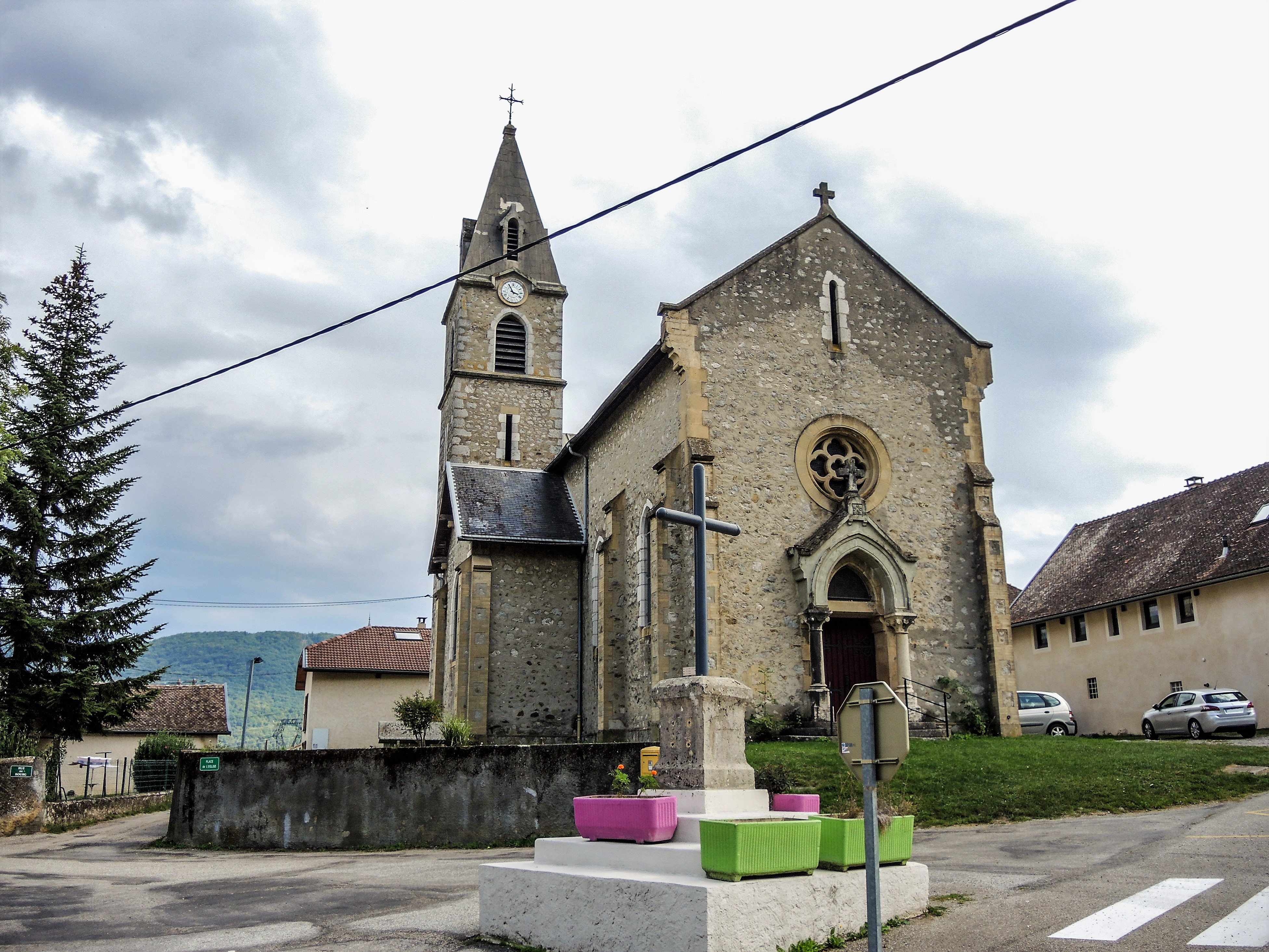
L'église Saint-Barthélemy du Gua.
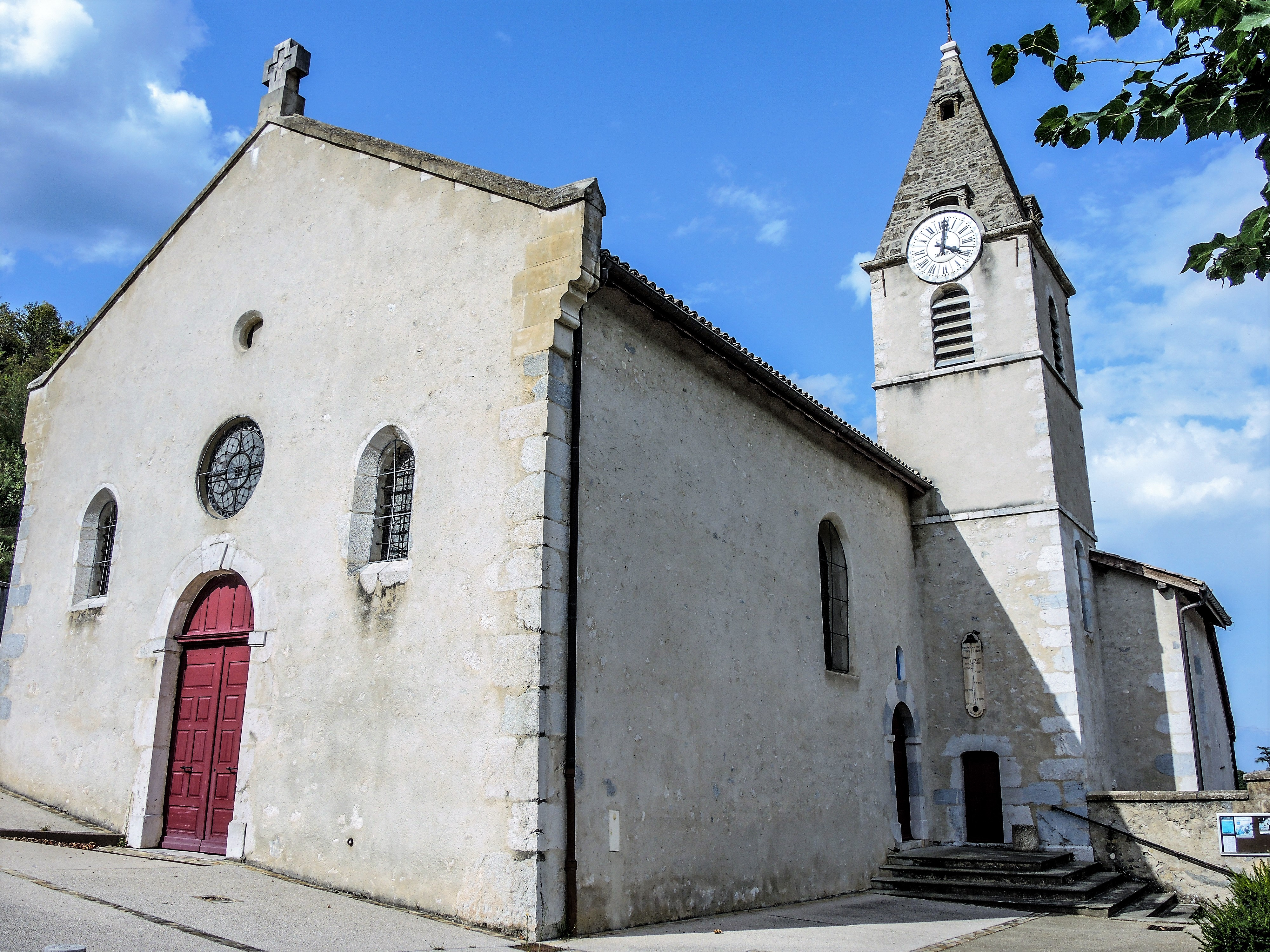
L'église Saint-François-de-Salles du Gua.
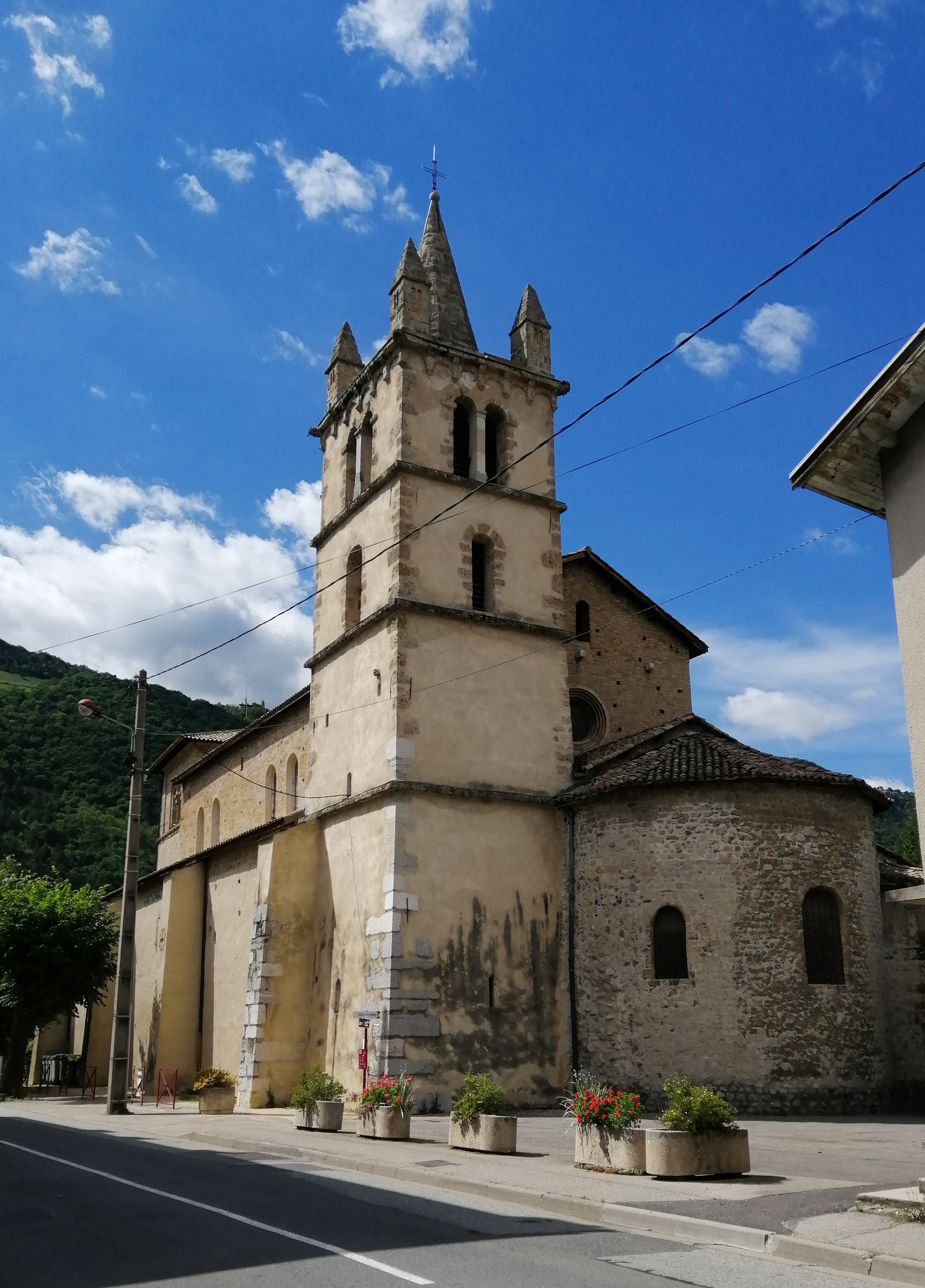
L'église Saint-Jean-Baptiste de Vif.
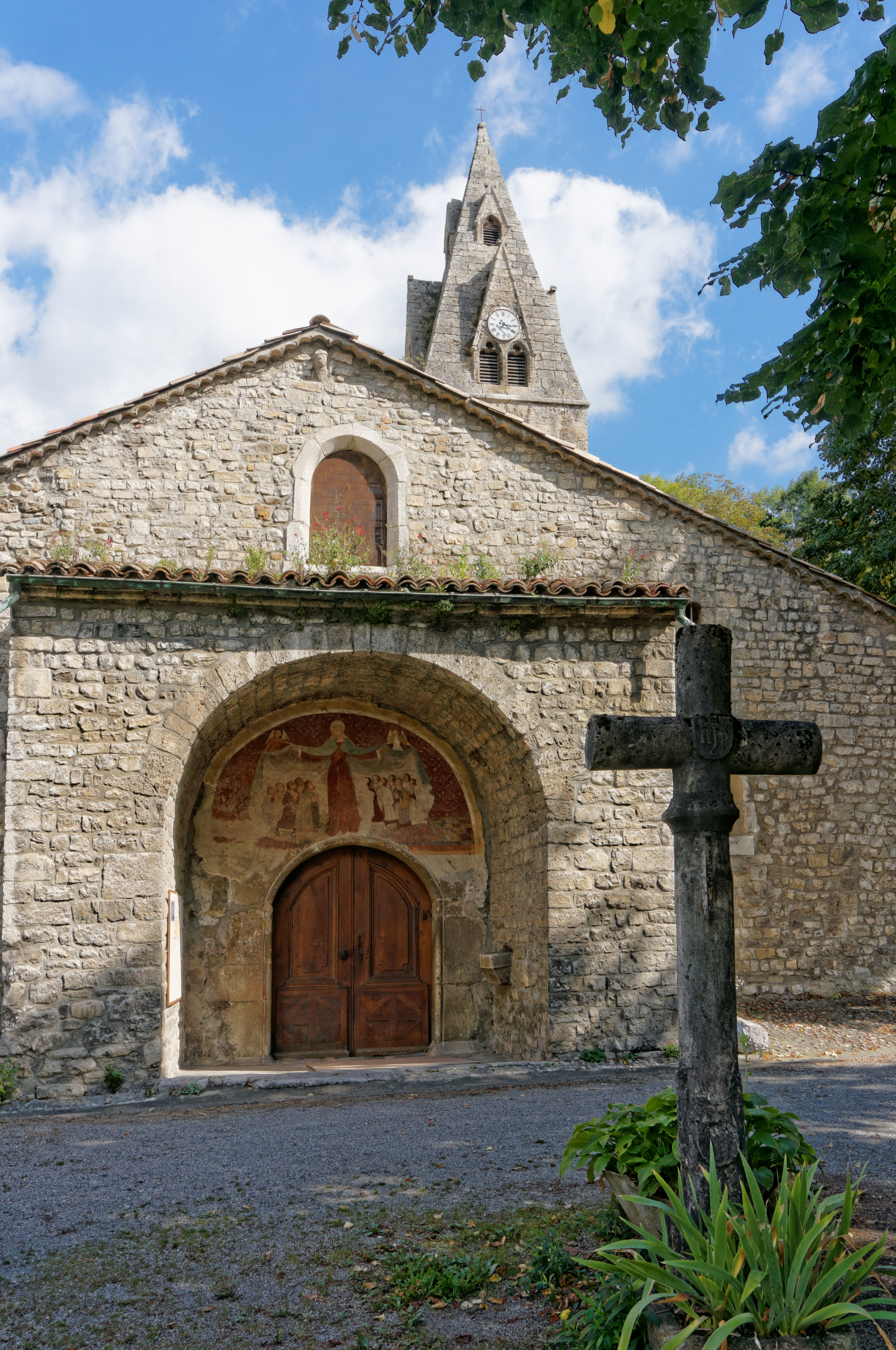
L'église Sainte-Marie du Genevrey et sa croix.
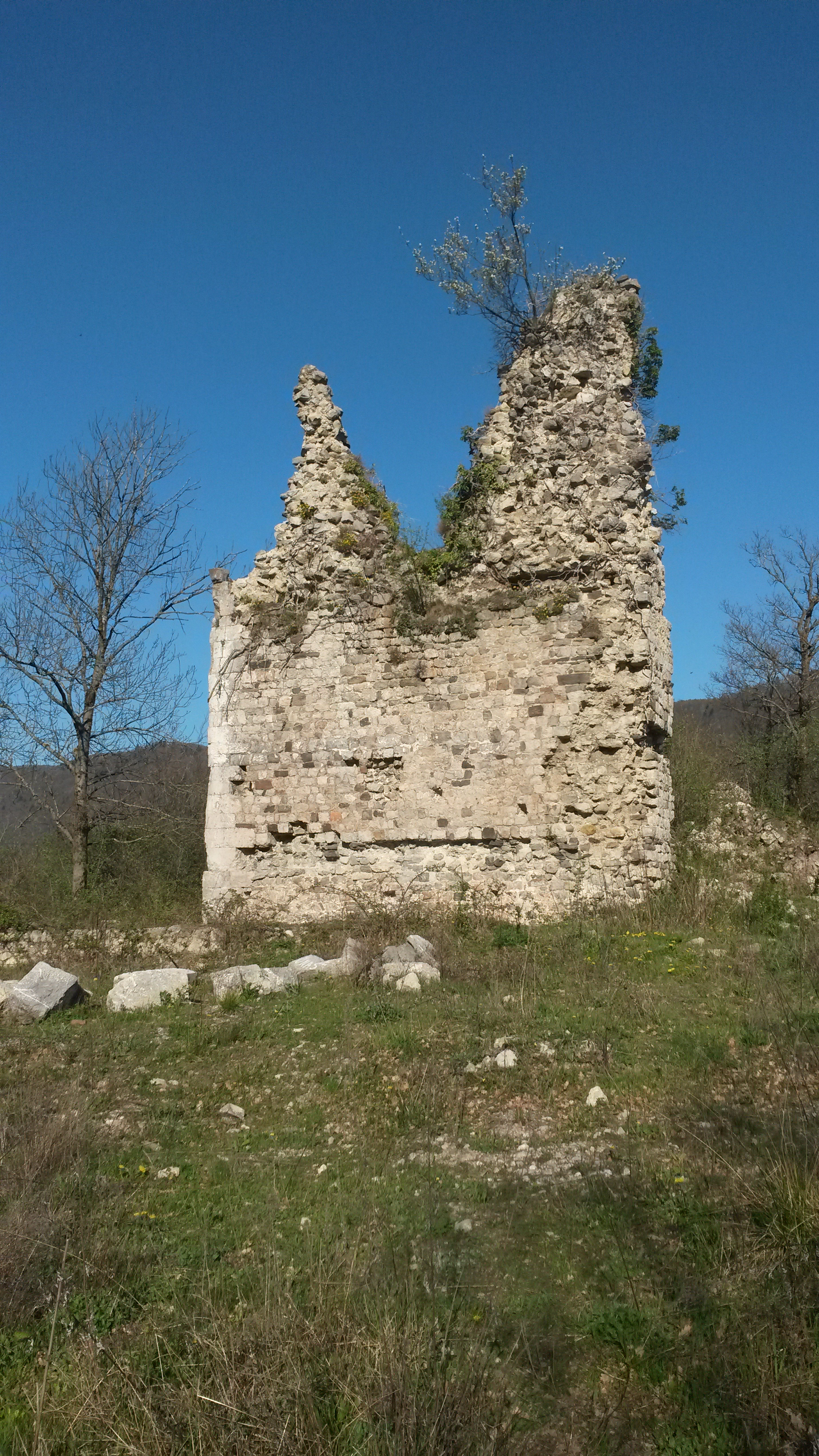
Ruines du château de Miribel.
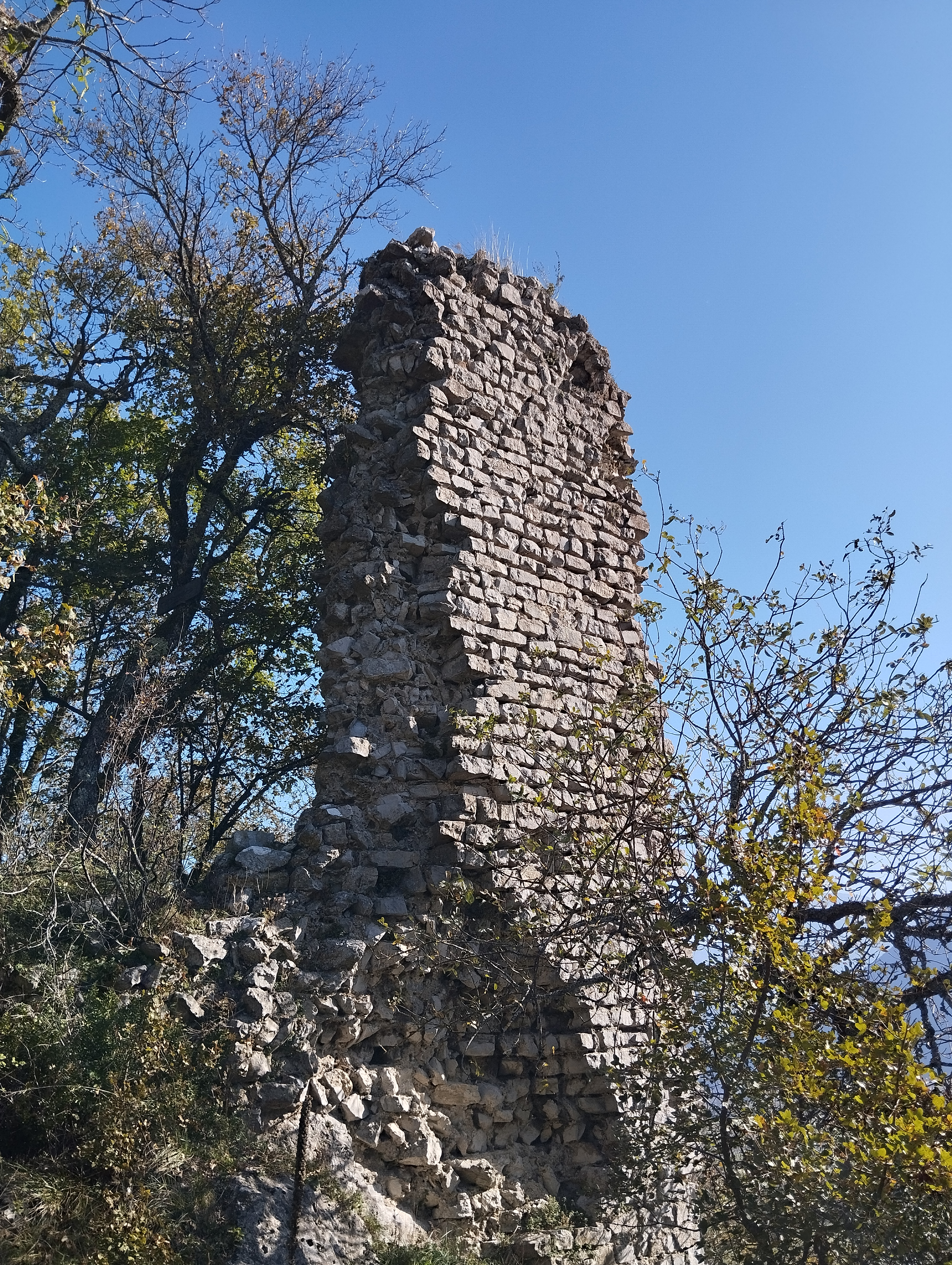
Ruines du château Saint-Giraud de Varces.

### Légendes et folklore
Plusieurs légendes nourrissent le folklore de la vallée, notamment celles centrées autour de la Fontaine ardente.

#### La punition de saint Michel

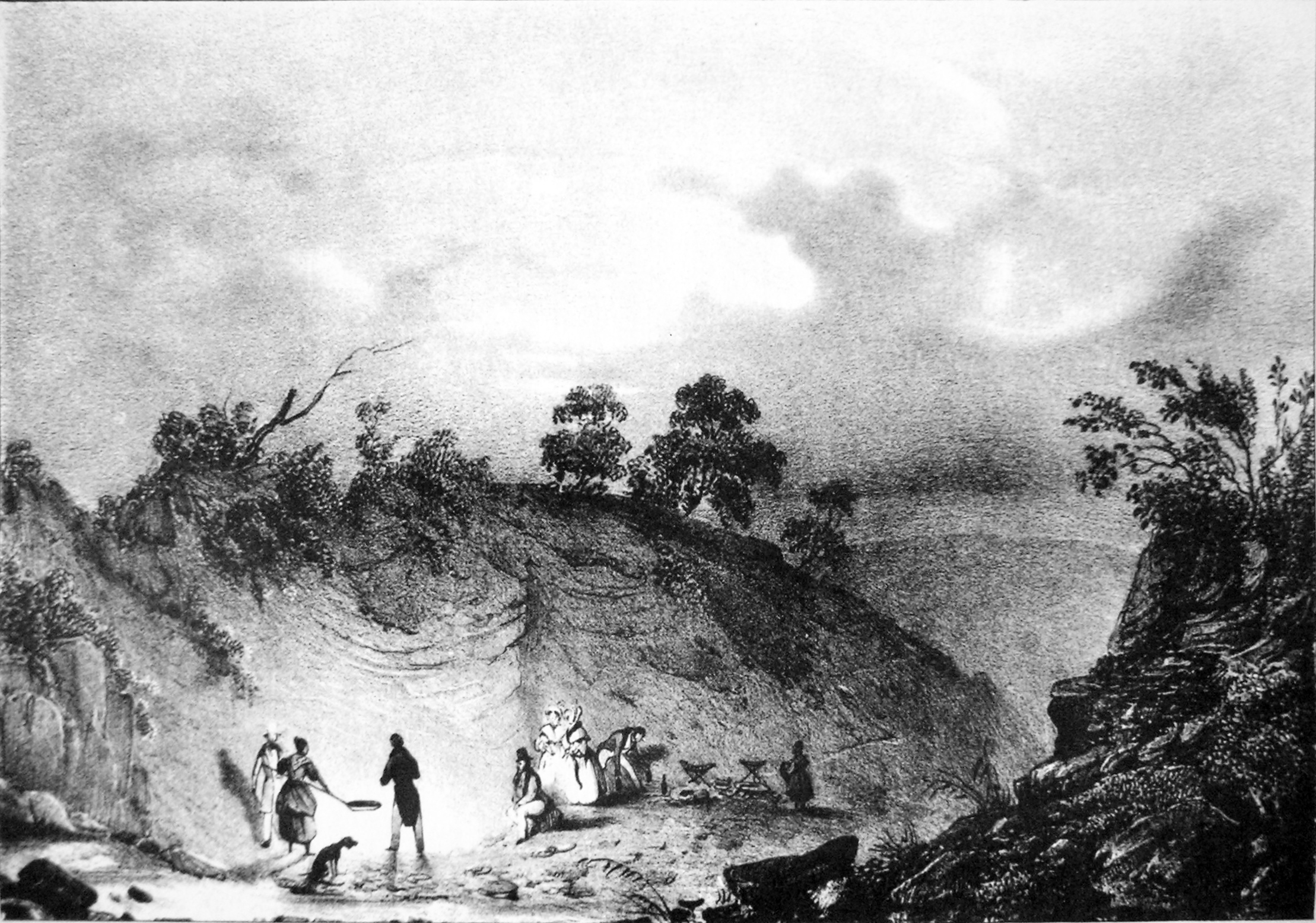
La Fontaine ardente illustrée par Victor Cassien au XIXe siècle.

Une première légende, transmise par tradition orale dans la vallée, raconte l'histoire de saint Michel qui, déguisé en vagabond, se serait arrêté au village de Bayanne (sur la commune actuelle du Gua) en demandant l'hospitalité : après que sept fermes la lui aient refusée et que les fermiers l'aient chassé, saint Michel aurait alors invoqué le « Feu du ciel » (châtiment divin) pour punir la méchanceté et l'égoïsme des hommes : une haute flamme aurait alors jailli d'un ruisseau en provoquant un terrible incendie qui détruisit l'entièreté du village de Bayanne, et aurait depuis continué à brûler dans le fond de la gorge pour rappeler le souvenir du passage de l'archange saint Michel à qui l'on avait refusé la charité,.

#### L'amour de Chloris pour Vulcain
Une seconde légende, beaucoup moins répandue et rattachée à la mythologie grecque et romaine, est racontée par Paul Berret au XXe siècle dans l'ouvrage Les sept merveilles du Dauphiné : la Fontaine Ardente serait alors la personnification d'une naïade ou de la nymphe Chloris qui, abandonnée par son amour Vulcain (ou Hercule, selon les versions), témoigne pour l'éternité sa douleur, par ses larmes — matérialisées par l'eau de la fontaine — et par son amour — matérialisé par les flammes — qui la consumera toujours,.

#### Le dernier dragon du Dauphiné
Une troisième légende relevée voudrait que la vallée ait abrité le dernier dragon vivant du Dauphiné : vers le Ve siècle, un cracheur de feu immense se serait installé dans la vallée et aurait entrepris de la ravager, incendiant les forêts, maisons et bétails qui croisaient sa route. Le seigneur de la région, le chevalier Algemar, maître du château de Saint-Loup (sur la montagne d'Uriol), aimé et respecté de tous, aurait décidé de se débarrasser de la bête en mettant en place un subterfuge : il attacha quelques moutons dans un ravin de la vallée et se cacha avec quelques compagnons sur une corniche en surplomb. Les appâts ayant attiré le dragon dans la gorge, le chevalier et sa troupe firent basculer d'immenses rocs par des leviers, qui provoquèrent une avalanche de pierres qui vint recouvrir la bête et l'enterrer vivante. Depuis lors, seul son souffle s'infiltrerait encore à travers la roche et entraînerait une petite flamme fébrile,.

#### L'ange gardien de la mère Julie
Une légende du pays vifois, cette fois-ci, voudrait qu'à la fin du XIXe siècle, une paysanne du nom de Julie se soit égarée sur la « route de Provence » (actuelle départementale 1075) au retour du marché de Grenoble où elle vendait son beurre, perdue dans la nuit et le brouillard. Craignant les brigands et les agressions, elle se serait mis à invoquer un ange gardien, qui serait alors apparu sous ses yeux sous la forme d'un bon paysan, et qui lui aurait proposé de faire route avec elle. Une fois arrivés au niveau du pont de pierre qui enjambe la Gresse, le paysan lui aurait annoncé : « Vous voilà chez vous, ma bonne dame », puis aurait disparu en un clin d'œil.